# Ге Микола Миколайович
Мико́ла Микола́йович Ге (Ґе) (15 (27) лютого 1831, Воронеж, Російська імперія — 1 (13) червня 1894, хутір Іванівський, Чернігівська губернія, Російська імперія (нині с. Шевченка, Ніжинський район, Чернігівська область, Україна) —  український живописець французького походження, художник-передвижник, майстер портретів, історичних і релігійних полотен. Життя і творчість митця пов'язані з Україною — від 1876 року проживав на Чернігівщині, багато викладав в українських художніх школах, допомагав талановитій молоді, фінансово сприяв відкриттю пам'ятника Миколі Гоголю в Ніжині (1881). Олена Садовська — мати Миколи Ґе, була українкою. У 1840 році 9-річний Миколка вчиться у Києвській гімназії (Костамаров на той момент викладав у тій гімназії) «Наближаючись до 48-го року, ідея свободи проникала в замкнуті двері гімназії», і юнак «вже тоді усвідомлював усю несправидливість пригноблення… особистості… і вважав себе зобов‘язаним нікого не пригноблювати» зі спогадів Миколи Ґе. На життєву позицію Миколи Ґе суттєво вплинув як і Київ, так і гімназія. До Петербурзької школи Микола прийшов вже чітко сформованим художником, зі стійкою позицією та українським потягом до волі. Овінчався з Катериною Забіл у с. Монастирище на Чернігівщині. В Італії пише картину «Таємна вечеря». 
Брат Миколи Ґе — Григорій Ґе (псевдонім «Григір Лядава»; 1830—1911) — український культурний і громадський діяч, історик-краєзнавець, прозаїк, публіцист і драматург (у тому числі автор п'єс українською), що жив на Півдні України — у Миколаєві та Херсоні. У 1870-их Григорій Ґе став ініціатором та першим директором публічної бібліотеки у Херсоні, а згодом і у Миколаєві. Він двічі обирався гласним Миколаївської міської думи. Досліджував історію українського Миколаєва, писав прозу, поеми та літургію українською мовою. Автор роману «Софія Мілич».

## Життєпис

### Дитинство

Портрет Миколи Осиповича Ге (батька художника), 1854

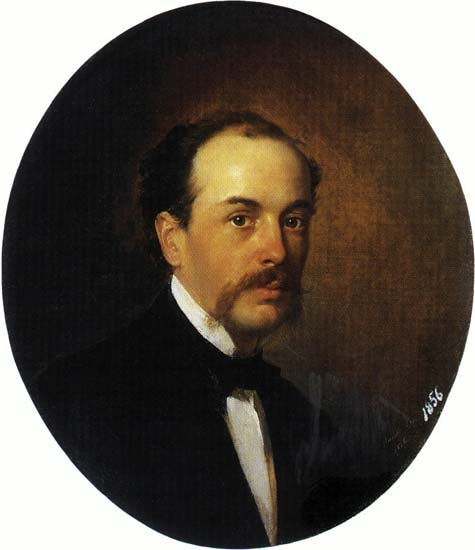
Портрет Григорія Миколайовича Ге (брата художника), 1856

Народився 15 лютого 1831 у Воронежі. Батько художника Микола Осипович — онук французького емігранта Matieu de Gay, що залишив батьківщину ще у XVIII столітті Дід художника Осип Ге одружився з дочкою поміщика Дар'єю Яківною Коростовцевою.
Микола Осипович був одружений двічі: вперше з круглою сиротою, дочкою засланого поляка Оленою Яківною Садовською. Від цього шлюбу народилися три сини: Осип, Григорій та Микола (майбутній художник). Через три місяці після народження Миколи Миколайовича його мати померла.
Після цього родина переїздить до маєтку батька в село Попелюхи Могилівського повіту Подільської губернії (нині Мурованокуриловецький район Вінницької області). Микола Осипович присвятив себе сільському господарству, зумів до кінця свого життя збільшити вдесятеро свій прибуток. Не зважаючи на раціональне ведення справи, що, за словами брата Григорія, допомогло батькові залишити синам у спадок «господарство в ладі вже майже капіталістичному», у маєтку батька панував кріпацький лад, жорстокі правила. За власним зізнанням Миколи Миколайовича, побут того часу наклав відбиток на його подальший духовний розвиток.
У 1840 році дев'ятирічного хлопчика відвезли до Києва, де його було зараховано до Київської першої гімназії. Цей навчальний заклад зіграв важливу роль у формування особистості майбутнього художника. У той час у гімназії працювали деякі професори, що прогресивно мислили, зокрема, Микола Іванович Костомаров, якого незабаром арештували через діяльність у Кирило-Мефодіївському товаристві. Пізніше Ге згадував: «Наближаючись до 48-го року, ідея свободи проникала в замкнуті двері гімназії», і юнак «вже тоді усвідомлював усю несправедливість пригноблення… особистості… і вважав себе зобов'язаним нікого не пригноблювати».

### Навчання в Академії мистецтв у Петербурзі

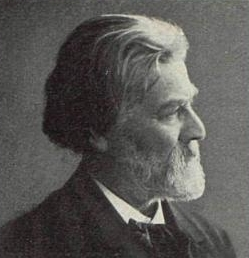
Російський скульптор, товариш Ге Забелло Пармен Петрович

Художній талант хлопця проявився досить рано. Проте, у 1847 році, після закінчення гімназії, Ге, за порадою батька, вступив до математичного відділення Київського університету. Пізніше він перевівся до Петербурзького університету. Опинившись у столиці імперії, він, у більшості завдяки своєму другові скульпторові і свояку Пармену Забелло, який тоді навчався в Академії мистецтв, потрапив у середовище мистецької молоді. Пристрасть до малювання витіснив інтерес до наук. Не закінчивши курсу навчання на математичному відділенні, Микола Миколайович вступив до Академії мистецтв.
Дев'ятнадцятирічний Ге прийшов до Академії мистецтв із сформованими поглядами та смаком. Дуже скоро він став в опозицію до бюрократичних порядків та художньої рутини, які панували в навчальному закладі в часи репресії. За словами Миколи Миколайовича, після від'їзду Брюллова в Італію вихованням молоді займалися малообдаровані художники, а викладання зводилося до навчання ремеслу — освоєння суми технічних навичок.
Офіційно Ге був учнем Петра Васильовича Басіна, проте справжнім своїм вчителем він вважав Карла Брюллова. Брюллов надихав Ге, тому що Карл Павлович вимагав від творця завжди лишатися самим собою, втілювати у своїх творах тільки власні думки та почуття.

### Перший закордонний період
У 1856 році Микола Ге отримав за картину «Саул в Аендорської чаклунки» Велику золоту медаль Академії мистецтв і право на виїзд за кордон. Цього ж року Ге одружується і разом з дружиною, буквально втікає з Росії: «Якщо б мене спитали: навіщо ви їдете? Я б, можливо, відповів: займатися мистецтвом; проте це була б відповідь зовнішня, не та. Собі б я відповідав: залишатися тут я не можу; там, де шир, де свобода — туди хочу» — писав художник.
Спочатку Ге відвідав Німеччину, Швейцарію, Францію, після того кілька років прожив в Італії.
У Парижі на Миколу Миколайовича сильне враження справили Салон 1857 року та виставка творів Поля Деляроша. У Римі він познайомився з О. Івановим.

Своїми роботами, що були створені в цей період, Ге залишився невдоволеним, тому вирішує залишити мистецтво: 
|  | Я закінчив тим, що вирішив: краще нічого не сказати, ніж сказати нічого - слова Карла Петровича Брюллова. Треба залишити мистецтво, і ось я залишив все... Я хотів поїхати в Росію й сказати, що тому нічого не привіз, що переконався у відсутності в себе мистецького таланту |

Проте Ге був із дитинства людиною релігійною, тому в критичний для себе період звернувся до Біблії. У ній він знайшов сили продовжувати свою творчість. У 1861 році він працює над картиною «Тайна вечеря», яку виставив в 1863 році на осінній виставці Академії мистецтв у Петербурзі. Робота викликала активні дискусії в тогочасному суспільстві. За «Тайну вечерю» Ге отримав звання професора.

### Другий закордонний період
Після відносного успіху картини «Тайна вечеря», Ге повернувся до Італії (Флоренція) та продовжив працювати над біблійними сюжетами. У цей самий час Микола Миколайович познайомився з Олександром Герценом. У 1867 році було завершено його портрет, який вважають однією із найвдаліших робіт Ге.

### Повернення до Росії
Картини другого закордонного періоду не отримали схвальних відгуків у Петербурзі. Картини «Вісники Воскресіння», «У Гетсиманському саду» не прийняли на виставку. Це змушує Ге повернутися до Росії та залишити біблійну тематику.
У цей час він став одним із ініціаторів заснування Товариства пересувних виставок. Ге намагався бути ближче до російського суспільства, тому звернувся до історії. До двохсотліття від дня народження Петра І він написав картину «Петро І допитує царевича Олексія Петровича в Петергофі» (1871). Картину було виставлено на Першій виставці Товариства передвижників.
Також Ге писав роботи: «Катерина ІІ перед гробом імператриці Єлизавети» (1874), «Цар Борис та цариця Марфа» (1874), «О. Пушкін у селі Михайловському» (1875). Проте пізніше художник визнавав: «Дві картини: „Петро І із царевичем Олексієм“ та „Катерина ІІ під час похорон імператриці Єлизавети“ вимучили мене. Історичні картини важко писати… Чотири роки в Петербурзі й занять мистецтвом, найщирішим, призвели мене до того, що так жити не можна… Мистецтво я просто люблю, як духовне заняття, то я повинен відшукати собі спосіб незалежний від мистецтва. Я пішов у село. Я думав, що життя там дешевше, простіше, я буду хазяйнувати і цим жити, а мистецтво буде вільним». «Трьох „історичних“ картин мені було достатньо, щоб вийти з тісного кола на свободу, знову туди, де можна знайти найзадушевніше, найдорожче — своє й всесвітнє».

### Життя в селі
У 1875 році Ге придбав хутір Іванівський в Чернігівській губернії біля залізничної станції Плиски. Тут для нього звели одноповерховий дім із художньою майстернею (дотепер не зберігся), в якому він оселився з 1876 року. У творчості Ге повернувся до біблійної тематики.

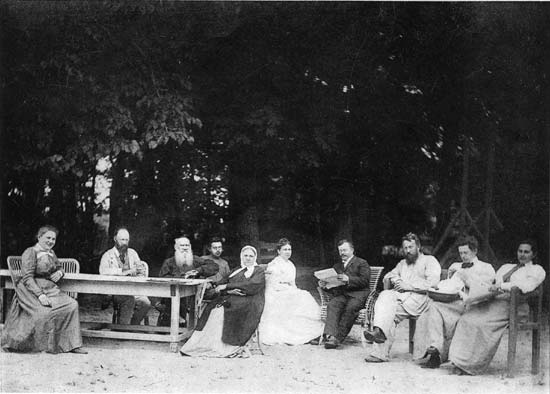
Фотографія Толстих із гостями, серед яких є М. М. Ге

У 1882 році він познайомився з Львом Толстим, ідеї якого справили на художника велике враження. Ге був солідарним із Толстим зокрема й у прихильності до простого народу, селян. Микола Миколайович став частим гостем у Ясній Поляні. Почав серію ілюстрацій до «Нового євангелія» Толстого. У 1884 році було завершено портрет Л. Толстого.
Роботи останнього періоду творчості Ге, за деякими винятками, також не знайшли схвальних відгуків сучасників. Картини «Суд синедріона», «Христос і Пілат» були заборонені для експонування. Щодо останньої, Ге розумів, що картину не зрозуміють у Росії. Та її було показано на виставках Європи, Америки, але й там вона не знайшла прихильників.
Ге проводив бесіди з учнями Київської малювальної школи Миколи Мурашка, також роз'яснюючи їм свої роботи. Серед його улюблених учнів були С. Костенко, В. Замирайло, А. Курєнной, Г. Бурданов, С. Яремич, Л. Ковальський, Г. Дядченко, І. Пархоменко. Вони робили самотність художника після смерті його дружини легшою, допомагали в хатніх справах, у роботі. Відомо, що Степан Яремич, згодом визнаний мистецтвознавець і художник, позував, підв'язаний мотузками до імпровізованого хреста, для останньої й найтрагічнішої картини його вчителя — «Розп'яття», яка стала своєрідним реквіємом майстру.
Микола Миколайович Ге помер 1 червня 1894 року. Похований на околиці хутора (могила збереглася).
Людська сутність художника особливо яскраво вимальовується у спогадах дочки Льва Толстого Тетяни. Живучи на хуторі, Микола Миколайович прилучився до вегетаріанства, намагався якомога менше користуватися послугами прислуги і робив для себе все сам, що було йому під силу. Він визнавав необхідність фізичної праці й поза заняттями полем, садом, бджолами у себе на хуторі обрав ще й професію пічника. Він гарно клав печі й любив цю роботу, залишив після себе багато печей в окрузі.
Відмінною рисою Миколи Ге була любов до людей. У будь-якій людині він знаходив гарну сторону. І якщо під час роботи до нього приходив хтось за порадою чи з проханням, він кидав роботу і присвячував всю свою увагу відвідувачеві. У Ге був дивний дар впливати на людей, примушувати себе слухати і знаходити з кожною людиною ті точки спілкування, на яких не могло бути розбіжностей. Він чудово говорив, завжди вкладаючи у свої слова всю душу. Дуже характерним є ставлення Миколи Ге до своїх колег. Завітавши якось із письменником Іваном Тургенєвим до Рєпіна і побачивши «Бурлаків», над якими той працював, вже знаменитий на той час Микола Ге, картину якого «Тайна вечеря» Рєпін вважав вершиною у світовому мистецтві, сказав Рєпіну, що «Бурлаки» затьмарили «Тайну вечерю».
До грошей Микола Ге ставився байдуже. І якщо у нього купували картину, він радів перш за все тому, що це було визнання його роботи. Одяг він носив грубий, полотняний, не соромився вдягати старий поношений піджак і в такому одязі їздив до Петербурга, Москви, бував у різноманітних товариствах.

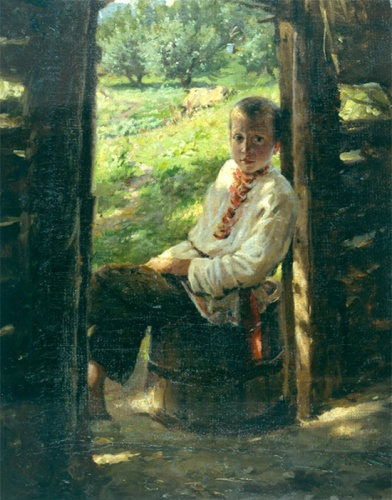
Портрет хлопчика-українця, Національний музей «Київська картинна галерея»

Микола Ге належав до тієї передової частини інтелігенції, яка високо несла естетичні й моральні ідеали епохи. Але він багато в чому зумів випередити час — і в творчості, і в моральних пошуках істини. Прагнучи показати глибину людських пристрастей і страждань за правду, Ге пішов від затісних вже для нього рамок традиційного живопису передвижників — їхнього ідейного натуралізму. Силу емоцій своїх героїв і драматизм ситуації він висловив у такому динамізмі форми й мазка, що зробило його провісником експресіонізму — художньої течії ХХ століття.
Микола Ге 18 років провів в Україні. Він брав активну участь у культурному житті Києва кінця XIX століття, дружив із багатьма відомими людьми — художниками, меценатами. І не випадково 1927 року Всеукраїнський історичний музей (нині Національний художній музей України) придбав в одного з синів художника 32 полотна його батька.
Природа України багато в чому визначила образну будову робіт художника. Українські місячні ночі знайшли своє відображення в пейзажах Ге.

## Могила Миколи Ґе
Микола Ґе, похований на відкритому просторі у східній частині хутора. Спочатку могила була невеликим горбиком, на якому стояв хрест. У 1981 році, до 150-річчя з дня народження художника, покладено надмогильну плиту, а в головах поховання встановлено погруддя М. Ґе на бетонному постаменті, авторства видатного українського скульптора Михайла Грицюка.
Влітку 2018 року, відбулося георадарне дослідження місця поховання художника, яке організував Владислав Попович, перевіряючи інформацію про невідповідність поховання з встановленим надгробним пам'ятником. Результатами дослідження ця версія була спростована.

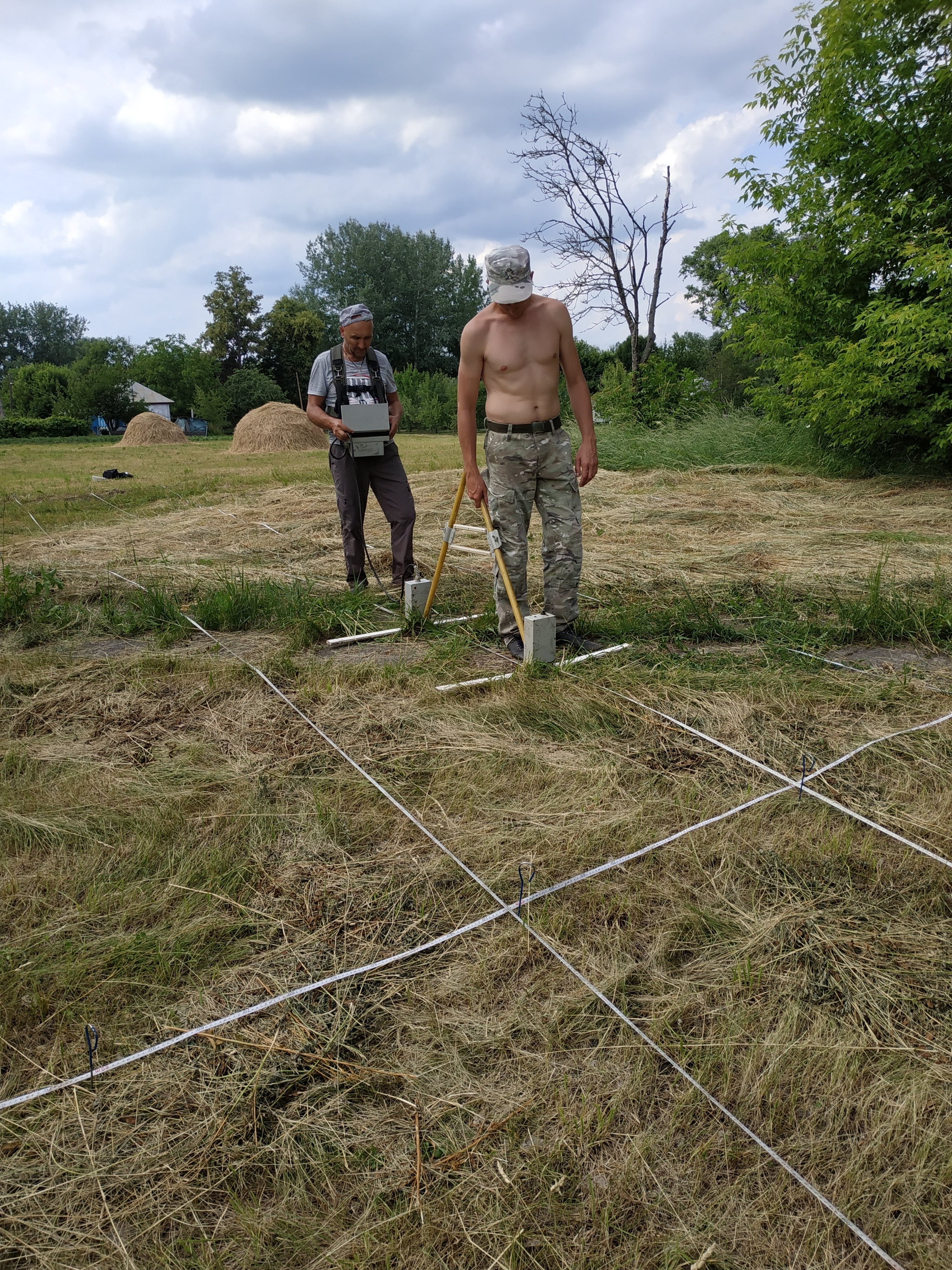
Георадарне дослідження могили Миколи Ґе.

## Ранній період творчості

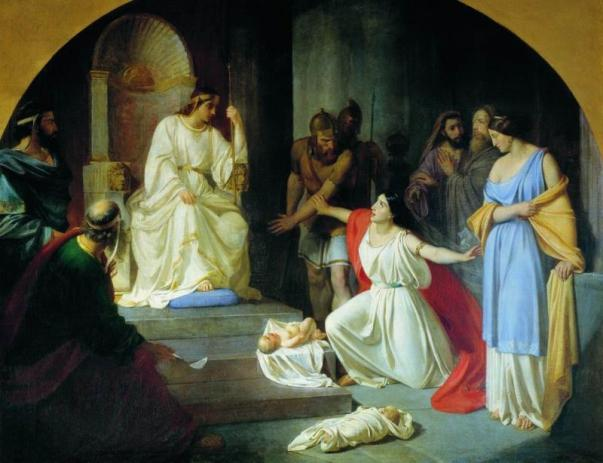
«Суд царя Соломона» (1854), Національний музей «Київська картинна галерея»

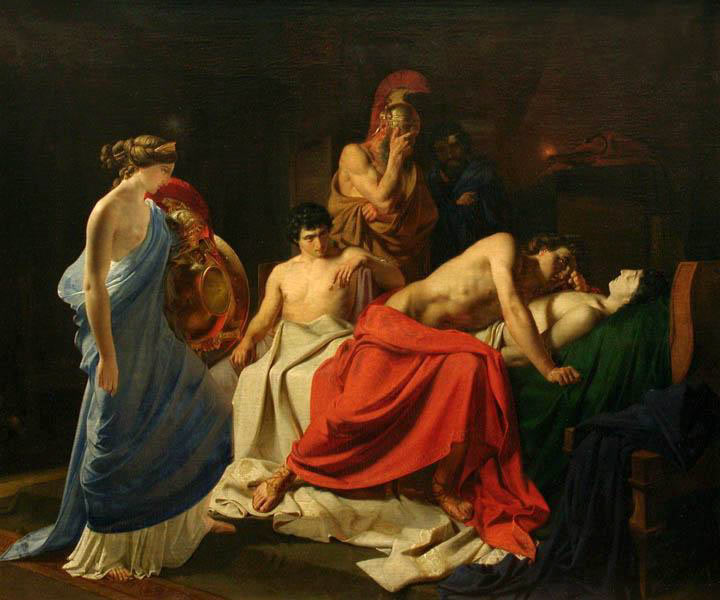
«Ахіллес оплакує Патрокла»

Найперші картини Ге, які було виконано в Академії мистецтв у Петербурзі — це робота «Суд царя Соломона» (1854) та «Ахіллес оплакує Патрокла» (1855). Вони виконані в академічній манері, за всіма канонами, тому дещо в скованій манері.

### «Саул в Аендорської чаклунки»

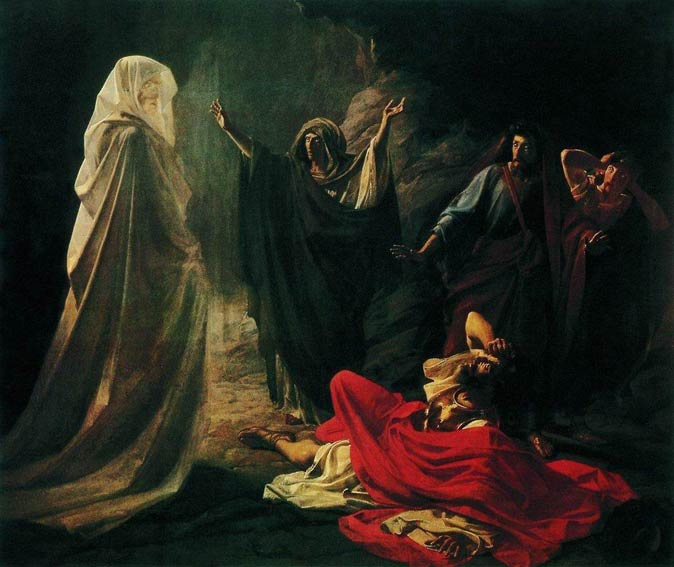
«Саул в Аендорської чаклунки» (1856)

Картина «Саул в Аендорської чаклунки» була написана в 1856 році.
Розповідь про Аендорську чаклунку знаходимо в Першій книзі Царств (глава 28).
Картина «Саул в Аендорської чаклунки» свідчить про те, що за роки навчання Ге досконало оволодів малюнком і композицією. Риторично-театральна композиція наповнена глибоким драматизмом. У різкому боковому світлі піднімається тінь пророка Самуїла, яку було викликано владним жестом чаклунки. Наляканий цар Саул падає, а його супутники тікають геть. Динамічна композиція вільна від традиційної центричності, напружений ритм руху. Драматичний поєдинок поглядів, різкі контрасти світла й тіні — все створює в картині непідробне почуття пристрасті. Романтично піднята тема — нікчемність людини перед невідомими грізними силами.
В ескізі ясніше, ніж у кінцевому варіанті, відчувається романтичне налаштування художника: тут у глибоку темну тональність вривається холодне місячне світло.
У картині відчутно вплив творчості Брюллова на Ге (динаміка жестів та міміки героїв, особливе звучання пурпурного кольору нагадують «Останній день Помпеї»).
За картину «Саул в Аендорської чаклунки» Микола Миколайович Ге отримав Велику золоту медаль Академії мистецтв та право на виїзд за кордон за кошти навчального закладу.

## Перший закордонний період

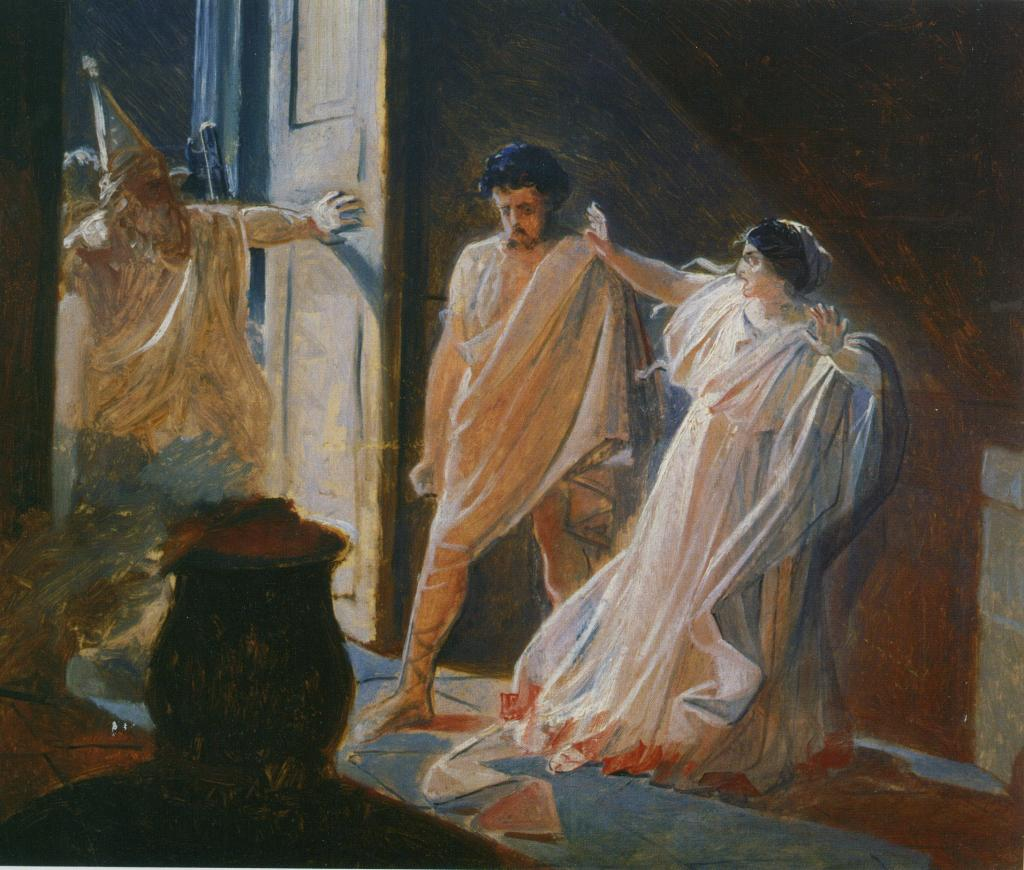
«Любов весталки» (1857—1858)

За кордоном Ге працював в різних жанрах: портрет, етюди італійської природи, сцени народного побуту.
Проте своє справжнє покликання він знайшов у великих історичних роботах. У картинах «Любов весталки» (1857—1858), «Смерть Віргінії», «Руйнування Єрусалимського храму» (1859) сильні й прекрасні герої виступають у драматичних ситуаціях.

### «Смерть Віргінії»

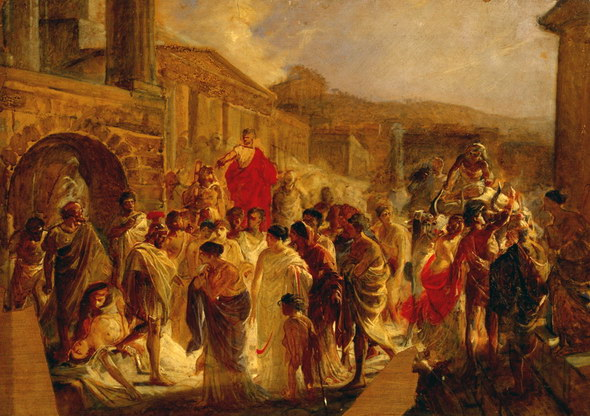
«Смерть Віргінії» (1859)

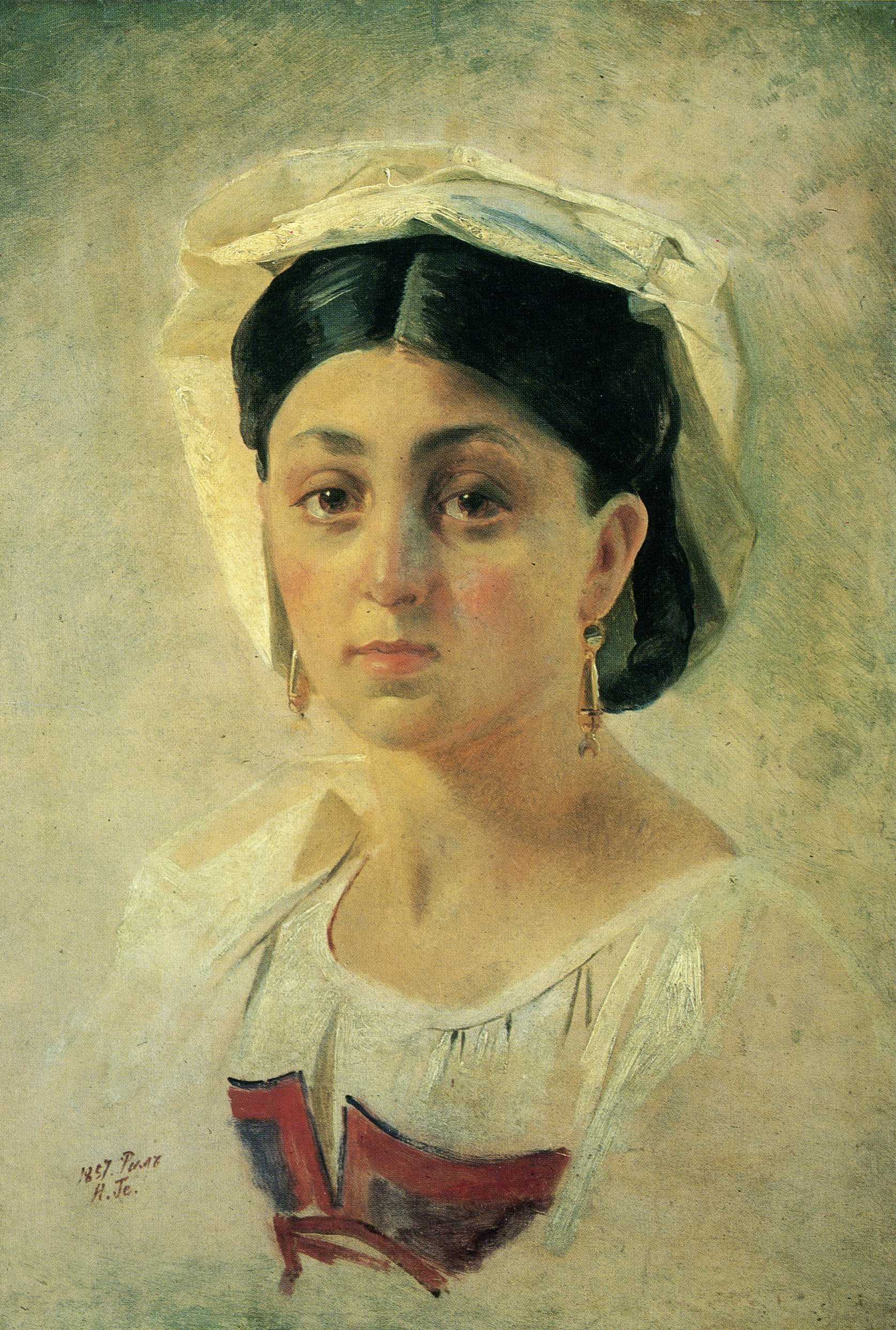
Італійка (етюд до картини «Смерть Віргінії») (1857)

Сюжет картини «Смерть Віргінії» взято з однойменної трагедії Альф'єрі (поета, популярного в Італії в роки визвольної боротьби), фабулу якої запозичено з «Історії» Тита Лівія: старий римський воїн Луцій Віргіній вбиває рідну доньку Віргінію, щоб врятувати її честь від Аппія Клавдія, який оголосив дівчину своєю рабинею. Народ був обурений цими подіями, і було підняте повстання проти тиранії.
Ге намагався поєднати драматизм сюжету з історичною достовірністю. Як і Брюллов, він звернувся до вивчення джерел — пам'ятників Риму; пише етюди. Один із них — молода італійка в народному костюмі (1857). Колорит етюду, емоційна безпосередність образу свідчать про те, що художник хотів наблизити античну трагедію до живої дійсності.
Про прагнення художника оволодіти натурою говорить наполеглива праця над пейзажем («Вид на Везувій у Віко» (1858), «Хмари. Фраскіта» (1859)
У 1858 році Ге пише маленький портрет дружини в білому пеньюарі на тлі розкритих на балкон дверей.
Серед картин, які зображують народний побут, варто виділити «Ранок» (1857) та «Мати на похованні дитини» (1857—1858).

### «Повернення з поховання Христа», «Руйнування Єрусалимського храму»
У Римі Ге познайомився з Олександром Івановим. Не без його впливу він знову повернувся до біблейської тематики в своїх творах. І в 1859 році він працював над двома картинами: «Повернення з поховання Христа» та «Руйнування Єрусалимського храму».

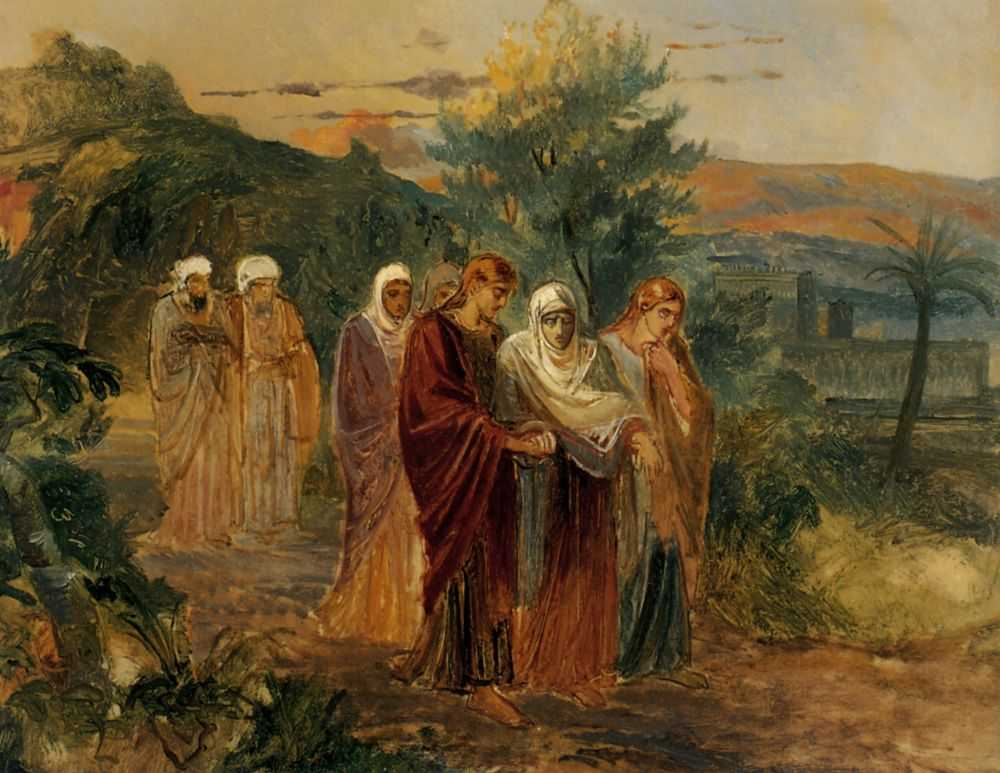
«Повернення з поховання Христа» (1859)

І композиція, і окремі фігури, і пейзаж картини «Повернення з поховання Христа», звернення до роботи на натурі, спроби передати світло-повітряне середовище, сонячне освітлення явно навіяні творчістю Іванова.
Єрусалимський Храм — центр єврейського релігійного життя між Х ст. до н. е. та І ст. н. е. Був побудований на Храмовій горі в Єрусалимі. У 66-73 роках було піднято антиримське повстання, у ході якого було зруйновано Храм.

Ге писав про створення цієї картини: 
|  | Все незрозуміле, все нереальне, я не помітив, як відкинув. У мене, окрім безпосередніх почуттів, нічого не було. Отже, окрім мого почуття добра, правди, як ідеалу, все зруйновано. Ось моя форма - руйнування. Яке руйнування може сповна виразити моє становище? Я знайшов його і - почав картину «Руйнування Єрусалимського храму». Голодний натовп, серед яких помилковий пророк. Він чекає на порятунок із неба. Храм палає; попи б'ються. Тіт виходить із храму, і за ним несуть природні залишки реальності цього дивовижного храму з порожнім Святеє Святих, яких не міг зрозуміти Тіт... Хто цей пророк, хто ці голодні? Що таке для мене храм? Нічого. І я залишив цю картину... |

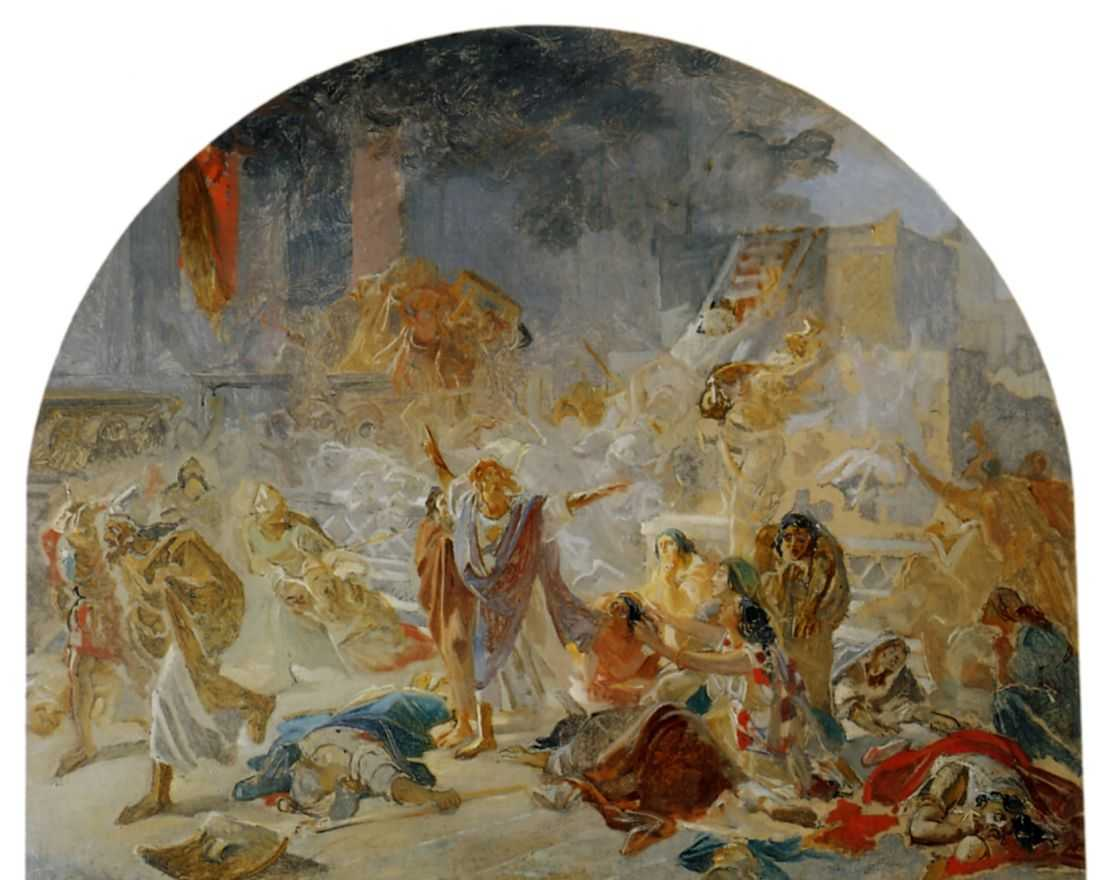
«Руйнування Єрусалимського храму» (1859)

За спогадами Л. В. Даля, Ге у Флоренції «…майже нічого не зробив, але часто цілими годинами може говорити про Росію, про її нещасне становище й рідко перечить при цьому сам собі на кожному слові»
Ге був невдоволений своїми останніми роботами, тому писав: «Я закінчив тим, що вирішив: краще нічого не сказати, аніж сказати нічого — слова Карла Павловича Брюллова… Я хотів поїхати в Росію й сказати, що тому нічого не привіз, що переконався у відсутності в себе таланту художнього».

### «Тайна вечеря»
У 1860 році в Італії Ге вирішує завершити свою творчість. Та звернення до Біблії допомогло йому подолати творчу кризу, відновити свою діяльність. Ге звернувся до нової для себе теми драматичного зіткнення світоглядів, яка займала важливу роль у всій подальшій творчості Миколи Миколайовича.
У 1861 році Ге почав працювати над картиною «Тайна вечеря». Він згадував: «Приїхавши з Риму до Флоренції, я розбирав св. Писання, читав твір Штрауса й став розуміти св. Писання в сучасному сенсі, із точки зору мистецтва» Д.-Ф. Штраус — німецький філософ-ідеаліст. Його книга «Життя Ісуса» (1835—1836) присвячена критиці християнських догматів. Штраус не заперечував існування історичної постаті Христа, проте визнавав, що більшість уявлень про Нього мають пізніше походження. Він намагався з'ясувати, із яких грецьких, єврейських та східних елементів складалися ці уявлення. У книзі «Євангеліє трактується …у дусі сучасного бунтарського радикалізму. Христос виступає в цій книзі не як засновник нової релігії, але як вожак руху, що спрямовано до оновлення людства».

Ге писав: 

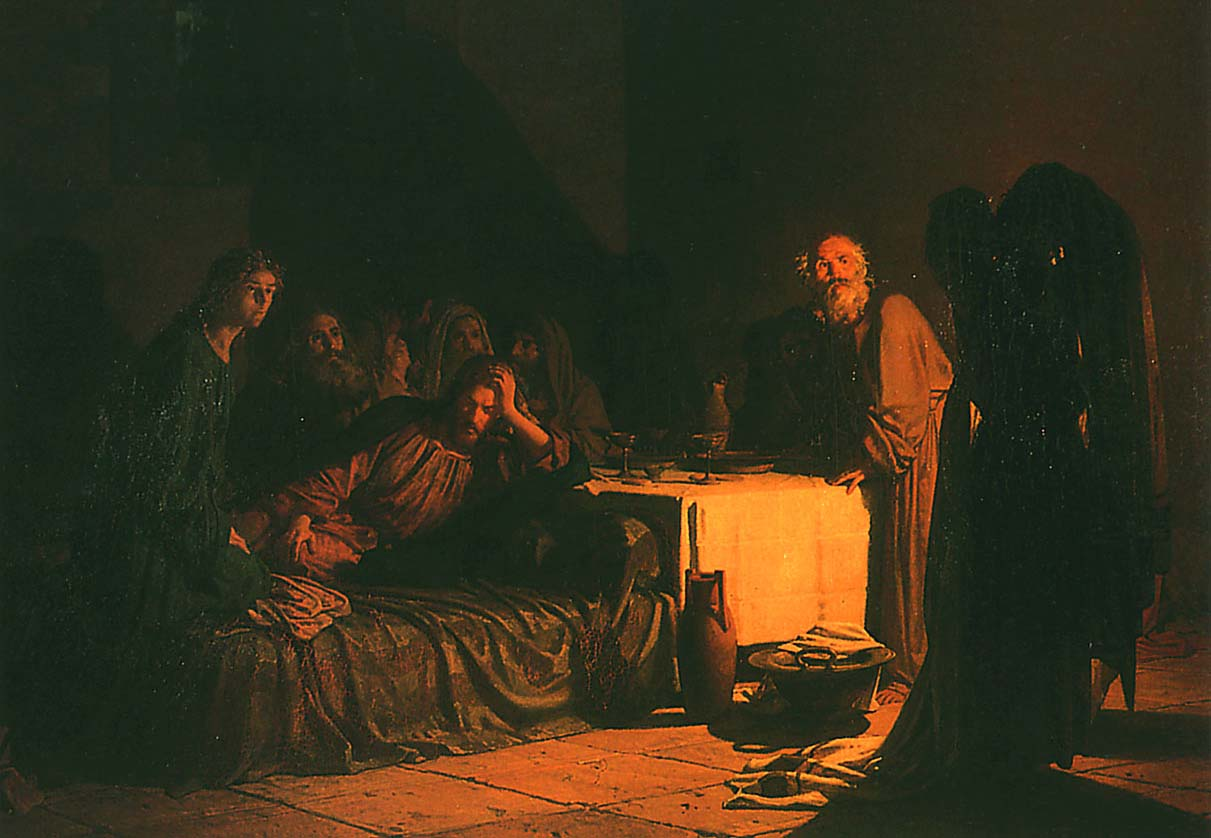
«Тайна вечеря», 1863

|  | Св. Писання не є для мене тільки історія. Коли я прочитав главу про «Тайну вечерю», я побачив тут присутність драми. Образи Христа, Іоанна, Петра та Юди стали для мене цілком визначеними, живими - головне, за Євангелієм; я побачив ті сцени, коли Юда йде з Тайної Вечері, і відбувається повний розрив між Юдою та Христом. Юда був гарним учнем Христа, він один був юдей, інші були з Галілеї. Але він не міг зрозуміти Христа, тому що взагалі матеріалісти не розуміють ідеалістів |

|  | Я побачив там горе Спасителя, що губить назавжди учня — людину. Поряд із ним лежав Іоанн: він все зрозумів, але не розумів можливості такого розриву; я побачив Петра, що схопився, тому що він також зрозумів все й обурений — він гаряча людина; побачив я, врешті, й Юду: він неодмінно піде. Ось, зрозумів я, що мені дорожче за моє життя, ось той, у слові якого не я, а всі народи потонуть" |

Події на картині відбуваються в тісній бідній темній будівлі: нема жодних ознак театральності, академічної манірності. Спаситель зображений сумним: Він тужить за учнем. Зліва від Нього — Іван Богослов, він здивований тим, що відбувається. Справа — обурений Петро. Решта апостолів, що зображені позаду Христа, здається, не розуміють, що тільки-но трапилося.
Головним образом картини є образ Юди. Ге порушив академічну композиційну схему: Юду зображено збоку картини. Юда затуляє собою світло, тому його фігура темна, зловісна. Вона контрастує з обличчями інших апостолів, які освітлені.
Боротьба таємничого місячного світла із теплим жовтим світлом світильників посилює відчуття драматизму. Спочатку художник виконував скульптурний ескіз картини, що допомогло йому досягти пластичної виразності форми. Ге відмовився від локальної системи колориту.
Відомо, що голову Іоанна Ге писав зі своєї дружини, Петра — з самого себе. Для реалізації образу Христа він використовував фотографії Герцена, що виступав для Миколи Миколайовича ідеалом письменника-громадянина.
Риси академізму прослідковуються тільки в ідеалізації образу Христа, умовному зображенні складок одягу.

### Критика
У 1863 році картину було виставлено в Петербурзі. Академія мистецтв визнала, що картина виконана «із особливою майстерністю та із сильним психологічним вираженням».
Проте відгуки суспільства не були одностайними. Більшість критиків засуджували картину за реалізм, вільне трактування євангельського сюжету.
Олександр Васильович Нікітенко в своєму щоденнику від 27 вересня 1863 року писав: «Тайна вечеря» справила на мене неприємне враження. Христос схожий на якогось хлопця, що сумує про щось. Це вони називають простотою в дусі новітнього мистецтва
Василь Григорович Худяков (російський живописець) визнавав «Тайну вечерю» явищем 
|  | справді дивним за замашкою, за враженням не можна не визнати його за дуже талановиту річ, але за ставленням, із яким художник трактував цей сюжет, - це сама вульгарність! Сюжет настільки піднесений й глибоко драматичний трактовано теж, мабуть, драматично, але бруд до неподобства, навіть до співчуття, що художник із талантом, можна сказати, подавив у собі все благородне й висловився так неосвічено й недбало! |

Ахшарумов Микола Дмитрович (письменник): 
|  | Картина дивує своєю новизною. Кімната, освітлення, стіл, група осіб, розташованих навколо, - все має характер чогось, що ви бачите вперше й дивує вас своїм оригінальним характером. Ви відчуваєте, що автор не мав справи ні з ким із своїх попередників, що він узяв свій сюжет із перших рук - почерпнув його з джерела й зрозумів його, пережив своїм серцем у всій повноті... Христос засмучений глибоко. Це вас вражає; ви не звикли бачити на цьому обличчі те, що ви тут бачите... Фігура на першому плані - це Юда, але не той грубий злодій, яким його малювали чимало хто. Ні, це величний, наповнений похмурою красою образ, у якому ви бачите тип того енергійного, живучого племені й народу, за яке боровся Ісус. Це все юдейство... що втілене в одній живій людині, яку ще нещодавно було обрано членом невеликого кола реформаторів, але тепер який розриває із ними зв'язок, звісно, не внаслідок дрібної образи або дріб'язкової жадібності, а тому, що він із ними не міг зійтися... Подивіться на це обличчя: це відступник у повному сенсі слова, але це не той дрібний шпигун і зрадник, який продав учителя за малу ціну... Ні, тридцять срібників відіграють тут роль простої формальності... Якщо б відступнику тільки гроші були потрібні, то навіщо йому йти і повіситися після їх отримання! Чи не говорить це самогубство очевидно, що Юда сам цінував дорого те, із чим він розірвав свій зв'язок на тайній вечері, і сам страждав глибоко від розриву, але що причина розриву лежала глибоко в усій його сутності... Ви бачите абсолютно оригінального, самостійного майстра, за якого можна поручитися, що він піде своєю дорогою й буде завжди вірним собі й суворій правді своїх сюжетів |

Андрій Іванович Сомов (російський мистецтвознавець) писав: 
|  | Ніколи ще російський художник, якого було відправлено за кордон для вдосконалення, не повертався таким незалежним талантом, як Ге. Не буде жодного перебільшення, якщо скажемо, що російська школа за весь час свого існування не зробила нічого, у чому проявлялося б стільки творчості, чужої сторонньому впливові |

Так само як і М. Ахшарумов, багато представників тогочасної інтелігенції також бачили в Юді перш за все представника свого народу — юдеїв, які очікували від Христа звільнення від гноблення римлянами. Так, А. Сомов писав: 
|  | Остаточний розрив між Христом і Юдою стався. Юда, якого було виховано в єврейських забобонах, який любив батьківщину... доведений до крайнощів. Після довгих коливань він прийшов до переконання, що Ісус не відновник батьківщини, а ворог її, який погрожує зруйнувати все, що, за розумінням тогочасного єврея, становило її національність. Диявол увійшов у серце Юди. Цей диявол - демон помсти, а не користолюбства;...Це не негідник..але глибоко ображений старообрядець, який приносить учителя в жертву своїм упередженням |

Михайло Євграфович Салтиков-Щедрін так трактував образ Юди: 
|  | Так, імовірно, і в нього були певного роду цілі, але це були цілі вузькі, які не виходили з тісної сфери національності. Він бачив Юдею поневоленою й разом із більшістю своїх співгромадян бажав тільки одного: повалити іноземне ярмо й повернути вітчизні її політичну незалежність і славу. Решта, всі інші широкі цілі були для нього порожнім звуком, дозвільною справою, швидше перепоною, ніж тою, що сприяє виконанню полум'яної його мрії |

Володимир Васильович Стасов у 1863 році писав про Миколу Миколайовича: 
|  | Я не бачу в нього вищого творчого дару; я не бачу в нього тієї глибокої й правдивої фантазії, яка створює неочікуване, велике з елементів, що всюди розсипані в дійсності; я не бачу в нього здібності до влучної характеристики обраних осіб, - один словом, я не бачу в Ге всіх тих найважливіших сторін таланту, які складають основу великих майстрів і змушують їх робити творіння, на які будуть дивитися десятки тисяч людей. Його Христос не включив у себе жодної із тих високих якостей, під впливом яких у світі було створено переворот безприкладний, нечуваний. Так уявляти собі Христа - означає зовсім не розуміти ні його характеру, ні його значення |

Федір Михайлович Достоєвський був обурений манерою письма Ге: Вдивіться уважніше: 
|  | ...це звичайна сварка цілком звичайних людей. Ось сидить Христос, але хіба це Христос? Це, можливо, і дуже добра молода людина, дуже засмучена сваркою з Юдою, ...але не той Христос, якого ми знаємо... та питається: де ж і до чого тут вісімнадцять століть християнства, що послідували? Як можна, щоб із цієї звичайної сварки таких звичайних людей, як у Ге, що зібралися повечеряти, вийшло дещо настільки колосальне? Тут зовсім нічого не пояснено, тут нема історичної правди; тут навіть і правди жанру немає, тут все фальшиве |

Всмотритесь внимательнее: это обыкновенная ссора весьма обыкновенных людей. Вот сидит Христос, но разве это Христос? Это, может быть, и очень добрый молодой человек, очень огорченный ссорой с Иудой,…но не тот Христос, которого мы знаем….но спрашивается: где же и при чем тут последовавшие восемнадцать веков христианства? Как можно, чтоб из этой обыкновенной ссоры таких обыкновенных людей, как у г. Ге, собравшихся  поужинать, произошло нечто столь колоссальное?
За думкою Д. В. Сарабьянова, Ге в картині намагався «поєднати… реально-історичне й ідеально-піднесене»
Кандидат мистецтвознавства, працівник Третьяковської галереї Світлана Степанівна Степанова писала: «Юда представлений не як зрадник, який робить низький вчинок, а як явний супротивник Христа, що не відповідає євангельському текстові. Крім того, він іде впізнаний у тому, що слова Христа вказують на нього, а це також розходиться з текстом».

## Другий закордонний період

### Портрет Герцена

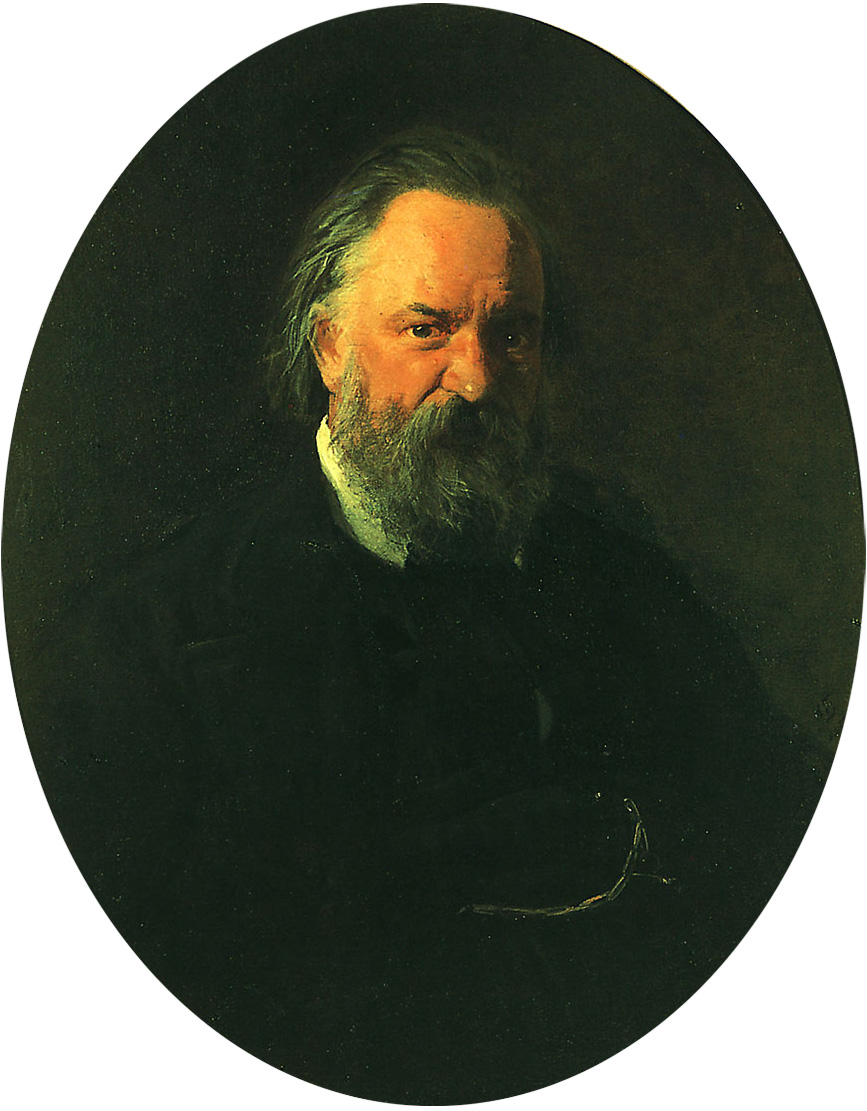
Портрет Герцена, Національний музей «Київська картинна галерея»

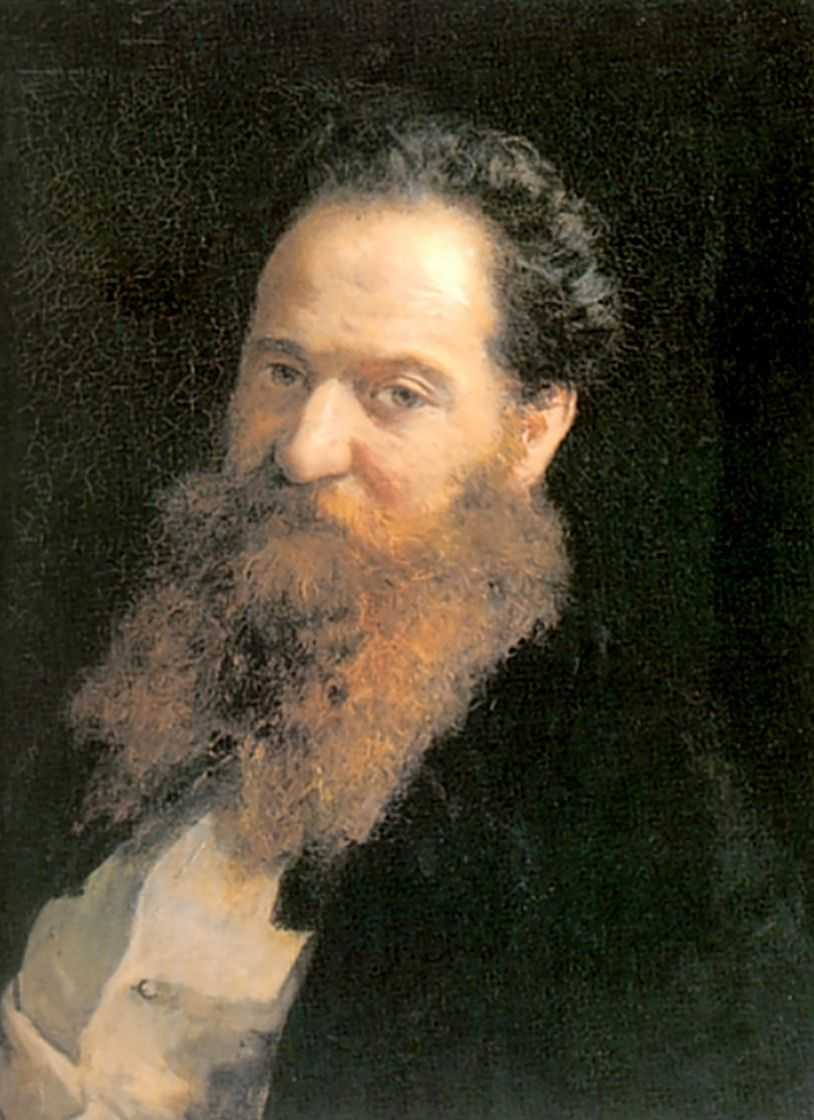
Портрет фізіолога М. Шифа (1876)

Однією з найвизначніших робіт цього періоду вважається портрет Олександра Герцена.
Після приїзду до Італії Ге мріяв про поїздку до Лондона з метою зустрічі з Олександром Івановичем Герценим. Проте зустріч відбулася у Флоренції.
Портрет було виконано за п'ять сеансів. Темне тло і білий комір сорочки фіксують увагу глядача на обличчі письменника. Ге не виправляв дещо крупних слов'янських рис обличчя Герцена: широкий ніс, вуса й борода, чоло мислителя. Темпераментний мазок, контраст світлотіні посилюють відчуття натхненності.
Герцен був надзвичайно задоволений портретом. У листі до Огарьова (16 лютого 1867 року) він писав: «Портрет йде Rembrantish (по-рембрандтівськи)»
Цей портрет є втілення народного уявлення про російського письменника та публіциста. Повернувшись на Батьківщину, Ге таємно перевіз портрет у 1869 році в Росію. Довгі роки портрет знаходився під забороною. Його навіть було знято з посмертної виставки Миколи Миколайовича.
Спілкування з Герценим залишило глибокий відбиток у душі художника. У роки життя в Італії Ге писав також портрети людей, пов'язаних із Герценим (І. Доманже — вихователь дітей Герцена, А. Бакуніна, М. Шифа)

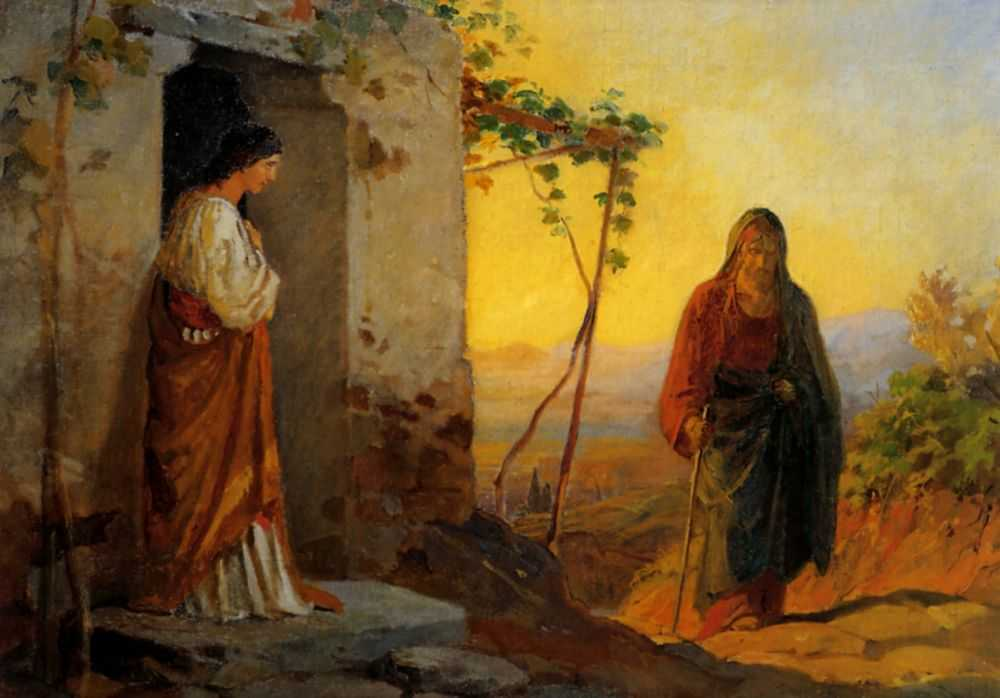
«Марія, сестра Лазаря, зустрічає Христа, що йде до них додому» (1864)

Портрет Шифа також є значною роботою Ге. Головне в цій картині — утвердження сили розуму й діяльного характеру.

### «Марія, сестра Лазаря, зустрічає Христа, що йде до них додому», 1864
Євангельський сюжет у картині трактується в лірико-поетичному плані. Марія стоїть зліва на східцях у затінку. Справа підходить Христос, який освітлений життєрадісним яскравим сонячним світлом.

### «Вісники Воскресіння», 1867
Над даним сюжетом художник почав працювати в 1866 році, та первинний задум було втілено лише в ескізі. Пізніше Ге змінив задум картини, яку було завершено в 1867 році.
Думка картини, за словами художника: «Воскресіння, яке було сповіщено протилежно двома сторонами свідків»

«Вість про Воскресіння» (ескіз, 1866)

Про створення картини Ге писав: 
|  | Марія Магдалина, що вірила в правду, побачила Христа, який воскреснув, вона поспішає возвістити цю велику радість тим, кого він любив, і всьому світові. Марія Магдалина стала загравою іншого світла, зустрічаючи біля самого джерела похмурий образ пітьми, вже порівнянням вступає в боротьбу й тим самим починає ряд перемог - історію свободи людини, яку було вінчано в воскресінні сина людського. Таку зустріч і такі перемоги я хотів і, скільки міг і вмів, виразив у картині |

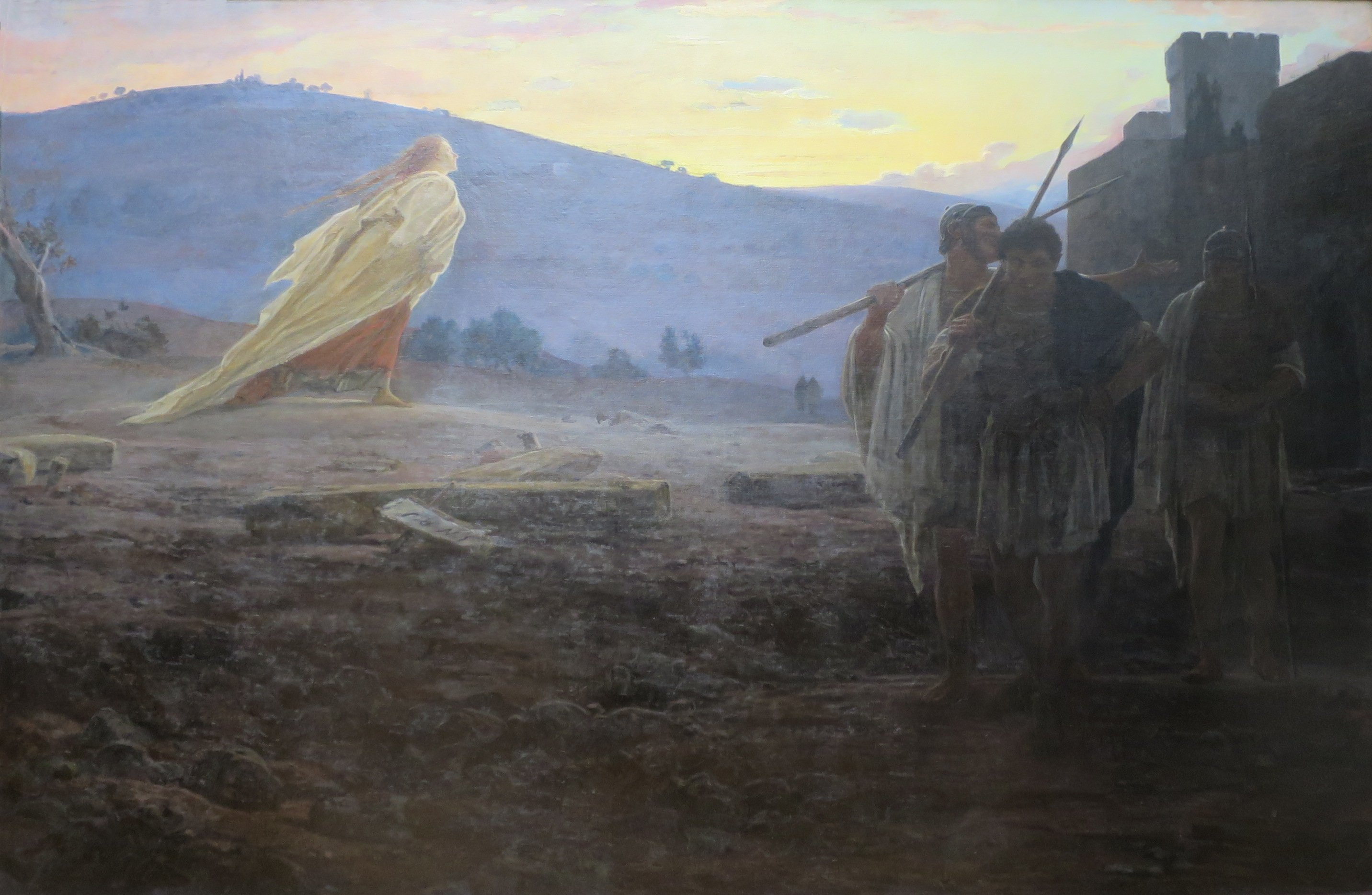
«Вісники Воскресіння» (1867)

Як і попередня робота, картина «Вісники Воскресіння» виконана в лірично-поетичному настрої.

О. М. Веселовський писав:
|  | Нова картина Ге продовжує собою його попередню: за «Тайною вечерею» слідує «Воскресіння». Як і в попередній картині, нова побудована на тому ж антагонізмі уявлень... Перед вами далекий пейзаж, що йде вглиб, за яким малюється в матовому світлі Елеонська гора. Між нею й глядачем блакитний туман, що покриває місцевість Голгофи; час на світанку; край неба за горою ледве ясніє золотом, і до переднього краю картини воно ще не дійшло. Тут із правого боку піднімаються ще в напівтемряві стіни Єрусалиму й іде до вас назустріч група воїнів. На другому плані образ Марії Магдалини. Перші проміні сонця впали на її профіль; але ще більше в ній того внутрішнього просвітління, яке дає віра, що ще не перестала бути вірою, але вже стала знанням. Воскресіння звершилося в ній самій; у цю хвилину вона сама починає собою нове християнське життя |

### «Спокуса Христа», «Христос у синагозі», «Христос перед Анною»

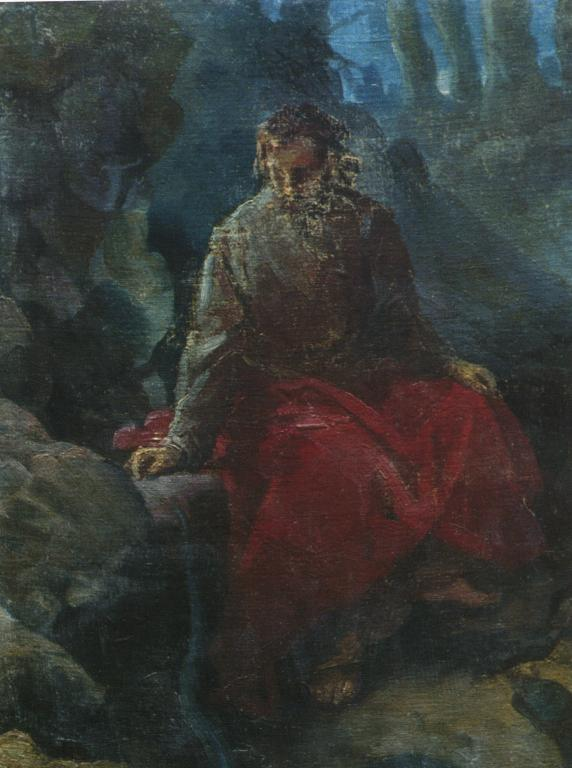
«Спокуса Христа», 1864—1867

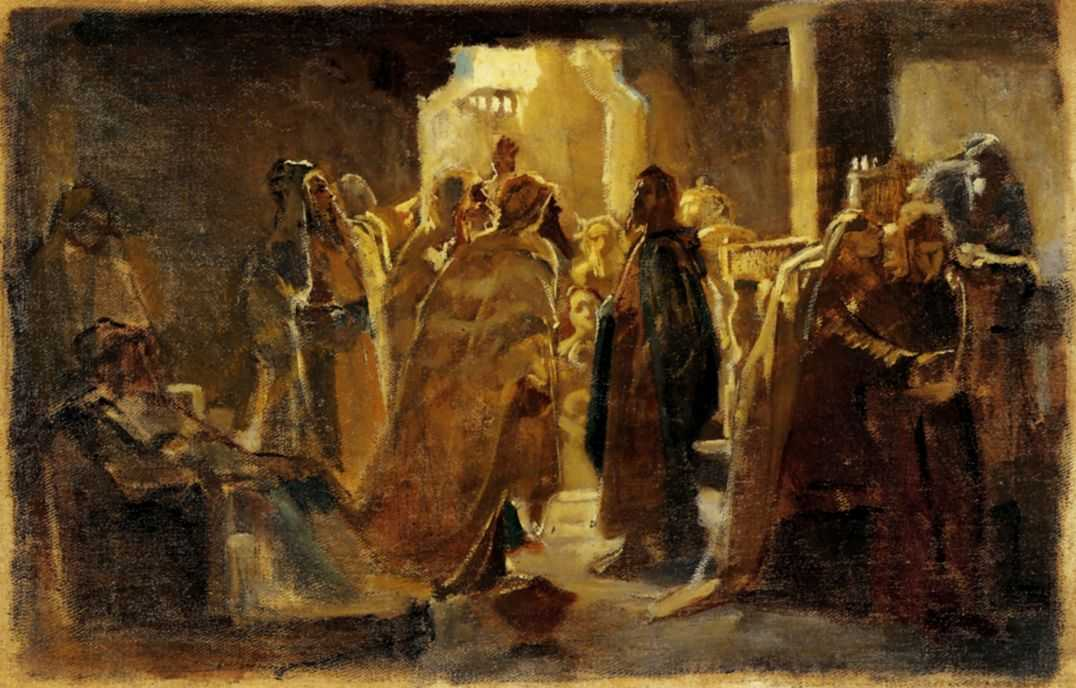
«Христос у синагозі», 1868

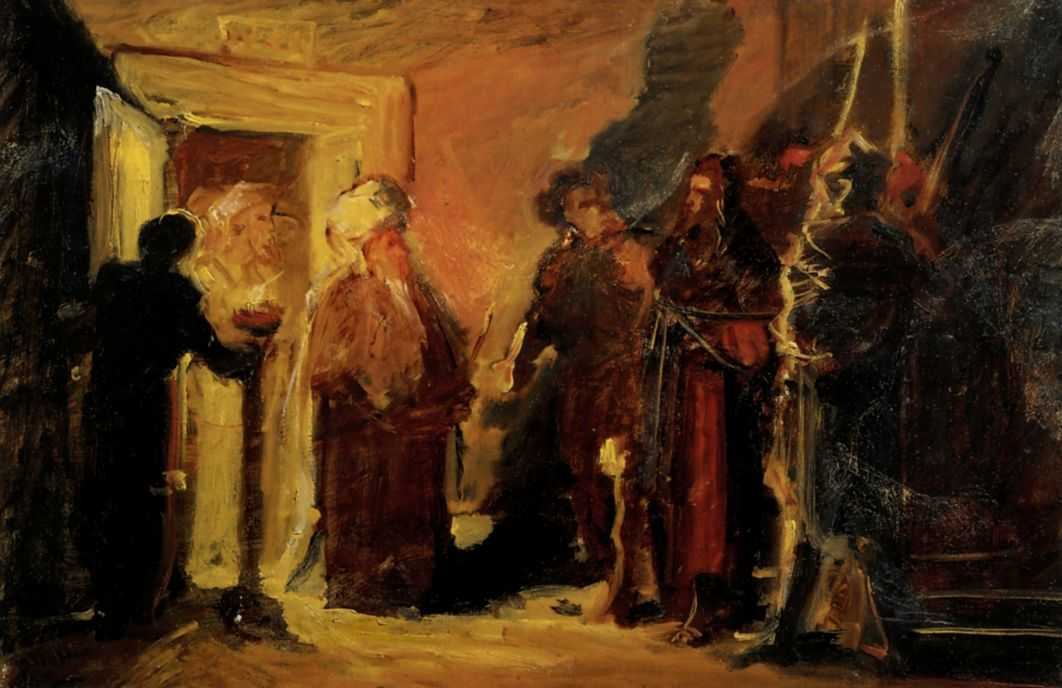
«Христос перед Анною»

Над цими трьома картинами Ге працював у період із 1864 по 1869 роки.
Сюжет картини «Спокуса Христа» (1864—1867): «Потім, за звичаєм, Ісус вирушив на Оливну гору. Й учні Його пішли за Ним. Прийшовши на місце, Ісус сказав їм: „Моліться, щоб не були ви введені в спокусу“. Відійшовши від учнів на відстань польоту каменя, Ісус став на коліна й почав молитися: „Отче, якщо воля Твоя, забери цю чашу від Мене. Але хай збудеться воля не Моя, а Твоя“. І ангел з Небес явився перед Ним і зміцнив Його сили. Долаючи муку, Ісус молився ще більш ревно. І піт Його падав на землю, мов краплі крові» (Лк., 22, 39-45).
Сюжет картини «Христос перед Анною» (1869): «Тоді воїни на чолі зі своїм командиром і юдейська сторожа схопили Ісуса. Вони зв'язали Його й повели спочатку до Анни, Каяфиного тестя» (Ін.18:12-13).
Проте всі ці три картини залишилися на стадії ескізів. Із подальших картин цього творчого етапу було завершено тільки картину «У Гетсиманському саду».

### «У Гетсиманському саду»
У первинному варіанті цієї картини панував настрій суворого різкого драматизму. У процесі розробки загальної концепції роботи був ескіз-варіант, на якому Христос у муках лежав на землі. На кінцевому варіанті у холодному місячному сяйві написано силует людини з аскетично мужним обличчям, що стояв на колінах. Фігура сповнена рішучості. В образі Христа немає минулого ліризму, перед нами боєць, що збирає свої духовні сили для виконання складного обов'язку
Не випадково сучасники побачили в образі Христа характерні риси шістдесятника. Художник зумисно пішов на таке трактування. Один із етюдів картини було написано з художника-гарибальдійця Сані.

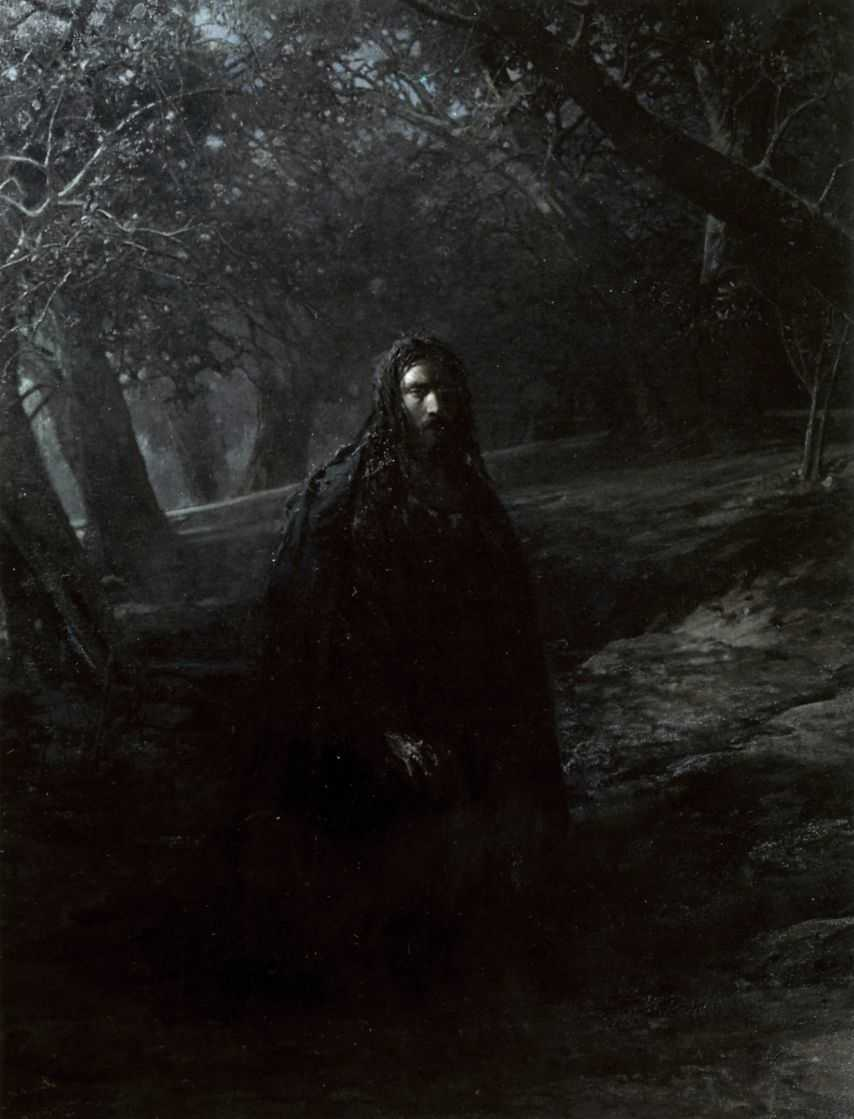
«У Гетсиманському саду», 1869—1880

Олександр Антонович Ріццоні писав у березні 1869 року П. М. Третьякову про «У Гетсиманському саду»: 
|  | ...картина погано намальована: фігура Христа трохи падає, крім того, фігура перебільшена реалізмом, тобто він вдягнув Христа зовсім у ганчір'я, та ще й брудне... |

У 1869 році картини «У Гетсиманському саду» й «Вісники Воскресіння» було експоновано на Міжнародній художній виставці в Мюнхені

У кореспонденції «Голоса» від 6 вересня 1869 року було зазначено: 
|  | Сюжети Ге викликали не художню полеміку, і це - його пряма провина. Твір мистецтва образотворчого не має в жодному разі виявляти особисті філософсько-літературні погляди артиста. Такий дилетантизм губить найбагатші творчі сили... Ге наполегливо працює над своїм оригінальним, новим ставленням до євангельської драми. Він хоче щось сказати не тільки в манері письма, а й у задумах сцен із життя Ісуса. Таке бажання чи відповідає будь-якому великому, знаменному руху в країні, народі, в суспільстві, де виріс і розвинувся Ге? Звісно, ні... Не можна, відповідно, й претендувати на те, що жодна з картин Ге не викликає на мюнхенській виставці інтересу глядачів |

У 1870 році картину «У Гетсиманському саду» було показано на персональній виставці Ге в Академії мистецтв. Але й там вона «нікого не вразила…; вона впала, як камінь, у глибокий колодязь». Через неканонічне трактування євангельського сюжету картину було заборонено виставляти. Тільки через 20 років після її написання «У Гетсиманському саду» придбав П. М. Третьяков.

## Петербурзький період

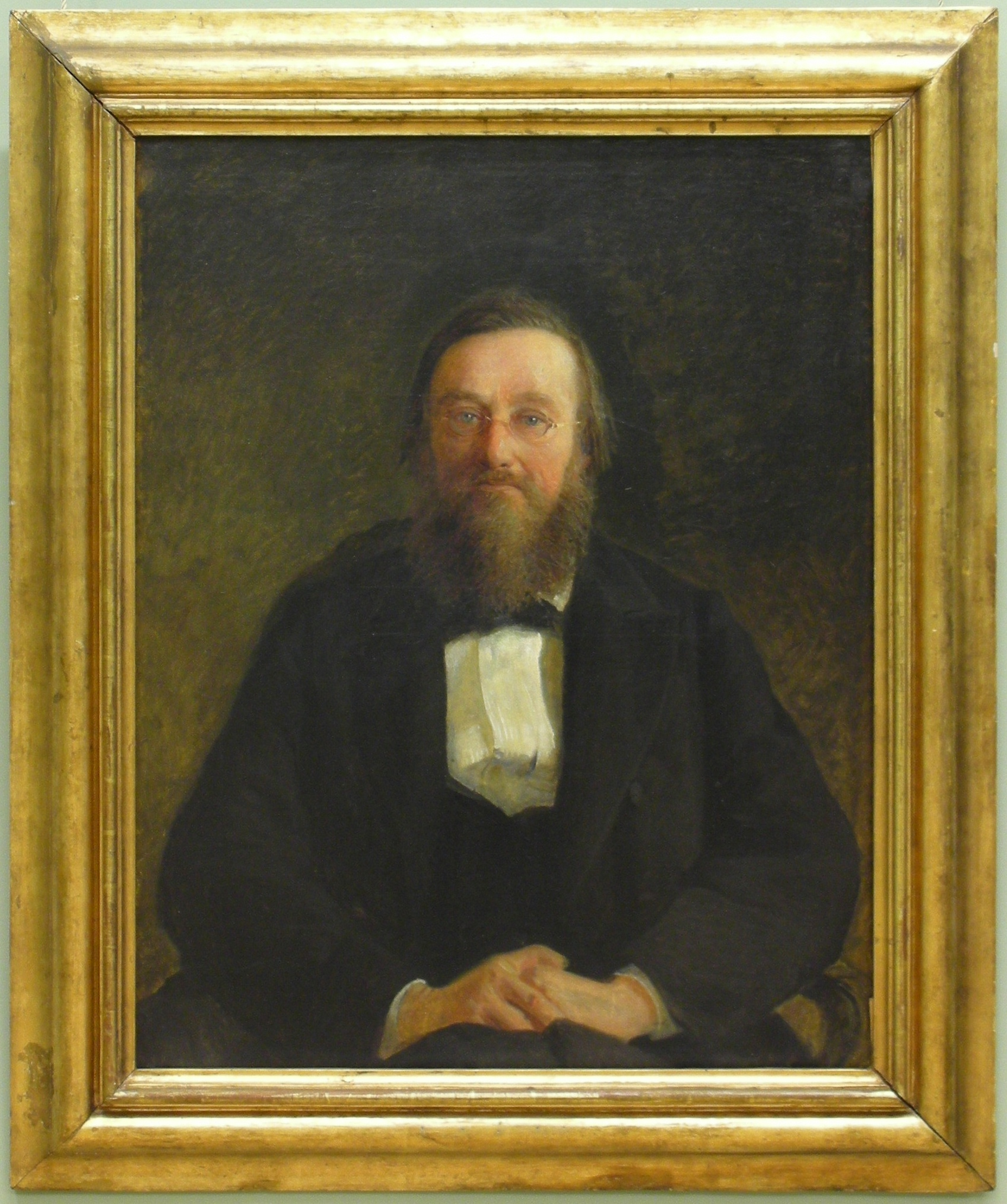
Портрет Миколи Костомарова (Львівська галерея)

Спілкування з Герценим підготувало Ге до створення Товариства пересувних мистецьких виставок. У кінці 1869 року він повернувся до Росії.
У петербурзький період (1869—1875) художник тісно спілкувався з колами російської інтелігенції. Проте критики ідеалістичного напрямку визначили цей період, як «спробу Ге заради споріднення з сучасниками стати посередністю».
У цей час Ге писав портрети І. С. Тургенєва, М. О. Некрасова, М. Є. Салтикова-Щедріна, М. І. Костомарова, виконав скульптурний портрет В. Белінського. Вдалішими серед них вважаються портрети історика Костомарова й Салтикова-Щедріна. У них підкреслено інтелектуальність, моральна сила образів, глибокий психологізм.

### «Петро І допитує царевича Олексія в Петергофі»

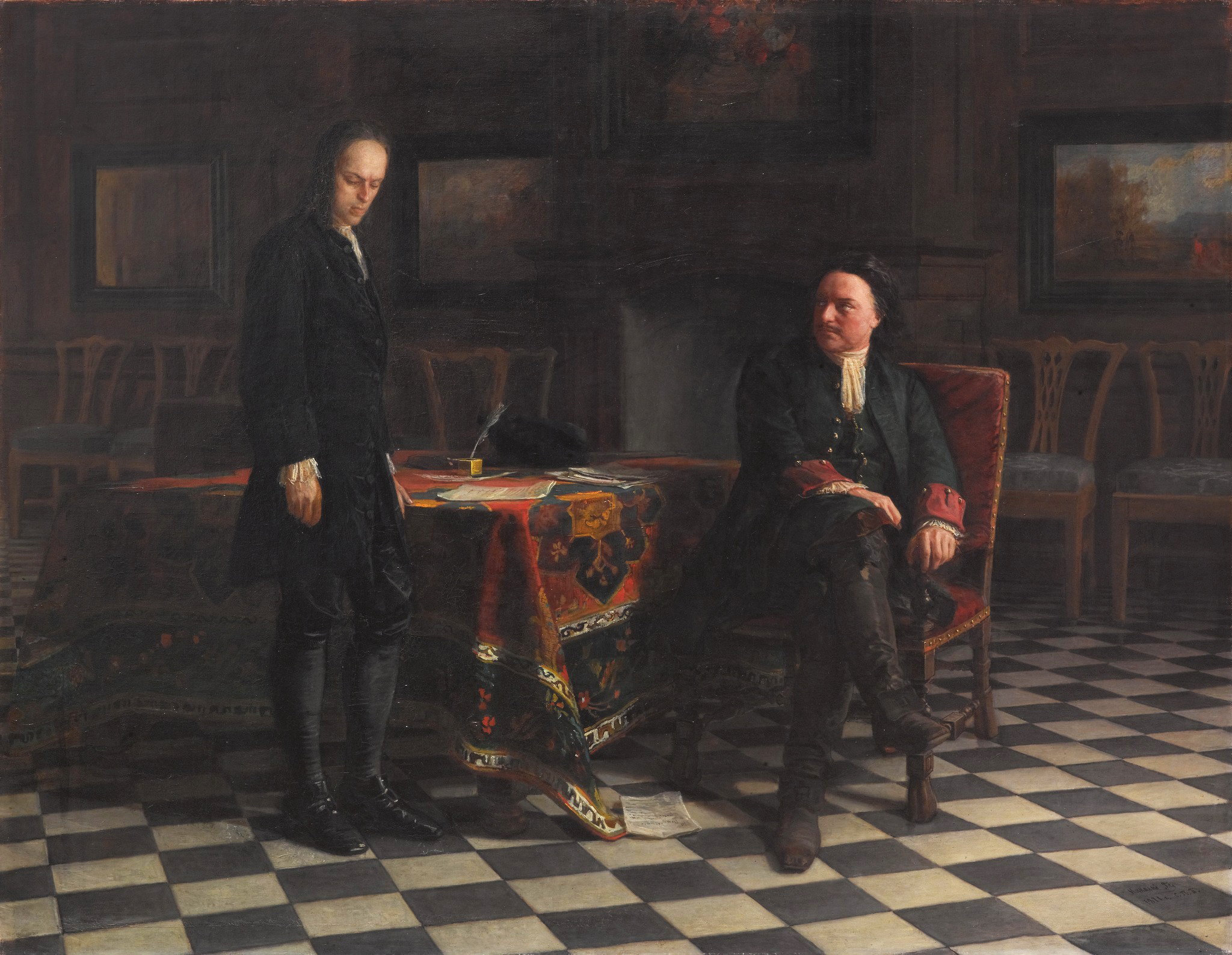
«Петро І допитує царевича Олексія в Петергофі», 1871

Цю картину було створено в 1871 році з нагоди першої пересувної виставки. Як і в «Тайній вечері», тут Ге звертається до теми боротьби двох світоглядів. Художник звертається до гострого й дискусійного питання російської історії — реформ Петра І.
Микола Миколайович ретельно вивчав документальні матеріали, спеціально їздив у Петергоф. Як і Брюллов, Ге володів феноменальною зоровою пам'яттю, тому майже не робив натуральних замальовок.
Салтиков-Щедрін у рецензії до першої пересувної виставки відмічав демократизм розуміння реформ Петра І у картині. У роботі знайшла втілення ідея патріотизму, громадянського обов'язку.
Картина отримала загальне визнання, ще в майстерні її придбав П. М. Третьяков.
Окрім цієї, Ге створив ще дві картини на історичну тематику: «Катерина ІІ біля домовини Єлизавети» (1874), «О. С. Пушкін у селі Михайлівському» (1875). У них немає тієї глибини сюжету, як в роботі «Петро І допитує царевича Олексія в Петергофі».
У 1876 році наступає нова творча криза Ге. Три великих історичних роботи надзвичайно виснажили художника. Він знову звертається до проповіді морального вдосконалення, залишає Петербург. Проте Микола Миколайович до кінця життя залишився прибічником ідей товариства пересувних виставок.

## Останній творчий період (1876—1894)
Отже, з 1876 року Ге живе і працює на хуторі у Чернігівській губернії. Художник вважає, що гроші він буде заробляти за рахунок власного господарства, а мистецтво буде вільним.

«Обмивання ніг» (папір, вугілля)

Перші роки він доопрацьовував минулі картини (наприклад, «У Гетсиманському саду») та писав портрети місцевих багачів (портрети Терещенко, І. Я. Петрункевича (1878).
У кінці 1879 року починав працювати над картиною «Милосердя». На ній дівчина подавала води жебракові, згадуючи слова з проповіді Христа: «А хто напоїть жебрака, мене напоїть». В обличчі жебрака Ге намагався передати Христа. Картину було експоновано на восьмій пересувній виставці (1880), проте художник залишився невдоволений картиною, тому замалював її в майбутньому новою «Що є істина? Христос і Пілат» (на картині між Христом і Пілатом проступає голова жінки).

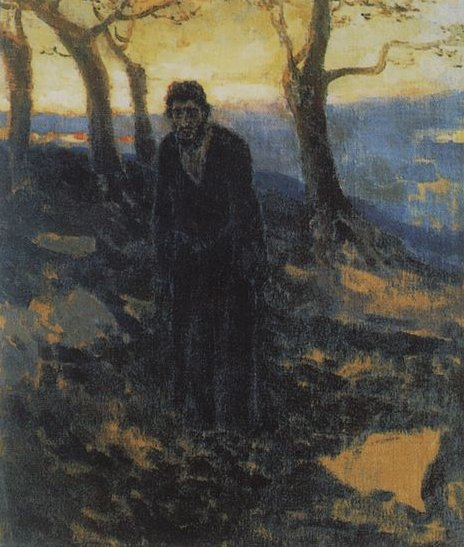
«Юда» (1870—1880)

Після знайомства з Львом Толстим у 1882 році почався новий етап творчості Миколи Миколайовича. До циклу ілюстрацій «Нових Євангелій» Толстого належала робота «Обмивання ніг» (1886). За нею послідували роботи «Проповідь Іоана Хрестителя на Йордані» та «Остання бесіда Христа з учнями», які залишилися на стадії ескізу.
У 1870—1880 рр. Микола Миколайович працював над картиною «Юда». Драматичне трактування образу Юди підкреслено колористичними знахідками художника, близькими до експресіоністичного осмислення натурних вражень.

### «Христос у Гетсиманському саду», 1888

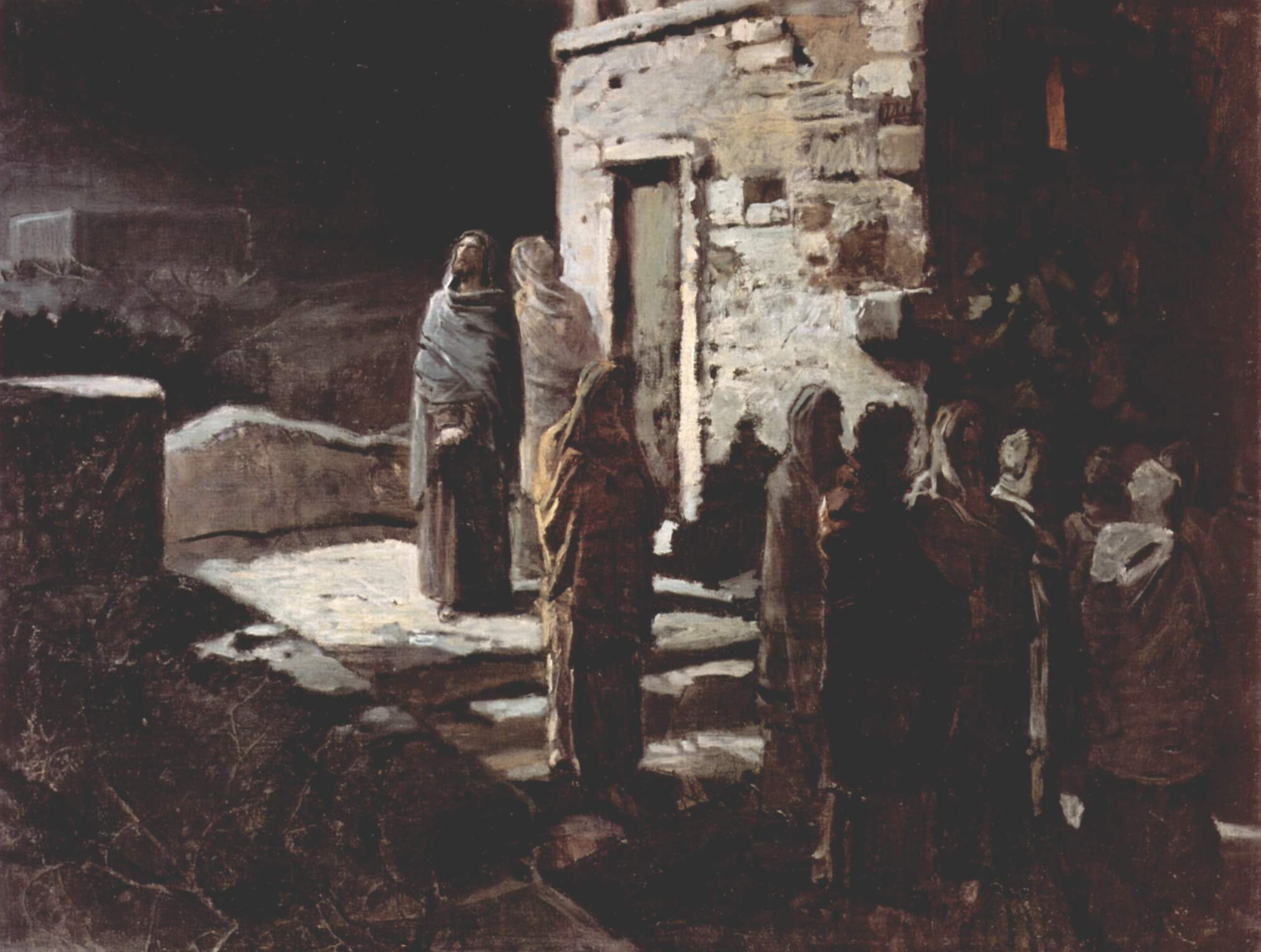
«Христос у Гетсиманському саду», 1888

У 1888 році Ге створив картину «Христос у Гетсиманському саду», на якій в ніч після Тайної вечері апостоли виходять із будівлі, де святкували Пасху, а Христос зупиняється біля входу й молиться. Його голова піднята до неба, руки судомно зчеплені, Його охоплює відчуття самотності. Пониклі фігури апостолів, що процесією просуваються в нічну темряву, підсилюють настрій глибокого суму. Відчувається атмосфера трагедії, що наближається.
Картина «Христос у Гетсиманському саду» була підготовлена для пересувної виставки 1889 року.

### «Христос і Нікодим», 1889
Сюжет картини знаходимо в Євангеліє від Іоана: «І був там чоловік на ім'я Никодим. Він був фарисеєм і одним з юдейський вождів. Якось уночі прийшов він до Ісуса й каже: „Равві, ми знаємо, що Ти Вчитель, посланий Богом, бо ніхто не здатен на такі чудеса, як Ти, якщо його не підтримує Бог“. І відповів тоді Ісус: „Істинно кажу, якщо хтось прагне побачити Царство Боже, він мусить народитися вдруге. Хто не народився знов, той не бачитиме Царства Божого“». (Ін. 3:1-3)

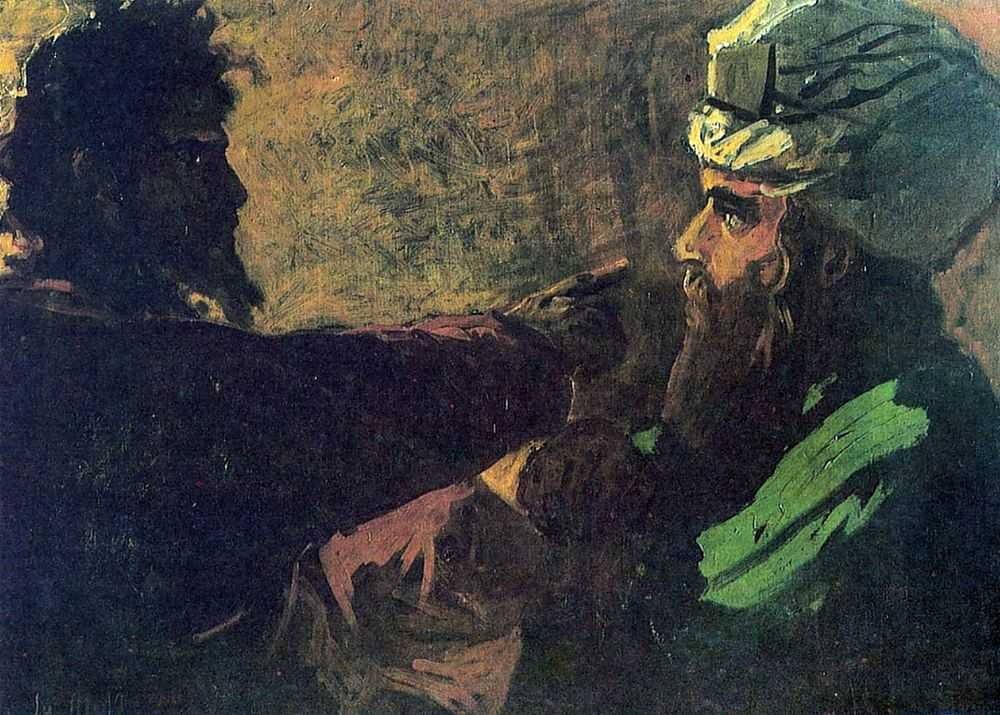
«Христос і Никодим», 1889

На картині дві фігури прямо протиставлені одна одній. Голова й тіло Христа зображені темними на світлому тлі. Тільки контур витягнутої правиці, вказівний палець, око Христа передані червоними й білими відблисками. Фігура Никодима навпаки зображена яскравими зеленими, жовтими, білими фарбами. Палець Христа майже торкається обличчя Никодима, що передає схвильованість ситуації. У цій картині Ге вперше створює новий образ Христа — слабого фізично, але сильного духом, вірою.
Ескіз є лаконічним, його написано широкими мазками. У протистоянні Христа й Никодима вперше піднімається тема зіткнення двох соціальних світів, що знайшла повне вираження у наступній картині «Що є істина? Христос і Пілат».

### «Що є істина? Христос і Пілат», 1890
У Біблії розмову Христа з Пілатом описано так: «А як настав ранок, первосвященики разом зі старійшинами, з книжниками і з усім Синедріоном надумали, що робити. Вони зв'язали Ісуса, повели й передали Його Пілатові. І Пілат запитав Його: „Ти — цар Юдейський?“ Ісус відповів: „Це ти сказав“. А первосвященики звинувачували Його в багатьох злочинах. Пілат знову запитав Його? „Ти не збираєшся відповідати? Але ж поглянь, скільки звинувачень висунено проти Тебе!“ Але Ісус і далі не відповідав. Пілат був збентежений.» (Мк 15:1-5). "Тоді Пілат звернувся до первосвящеників і натовпу: «Я не бачу вини за цим Чоловіком». Та первосвященики наполягали, кажучи: «Він Своїм вченням підбурює людей по всій Юдеї. Він почав у Ґалилеї і прийшов аж сюди» (Лк  23:4-5).

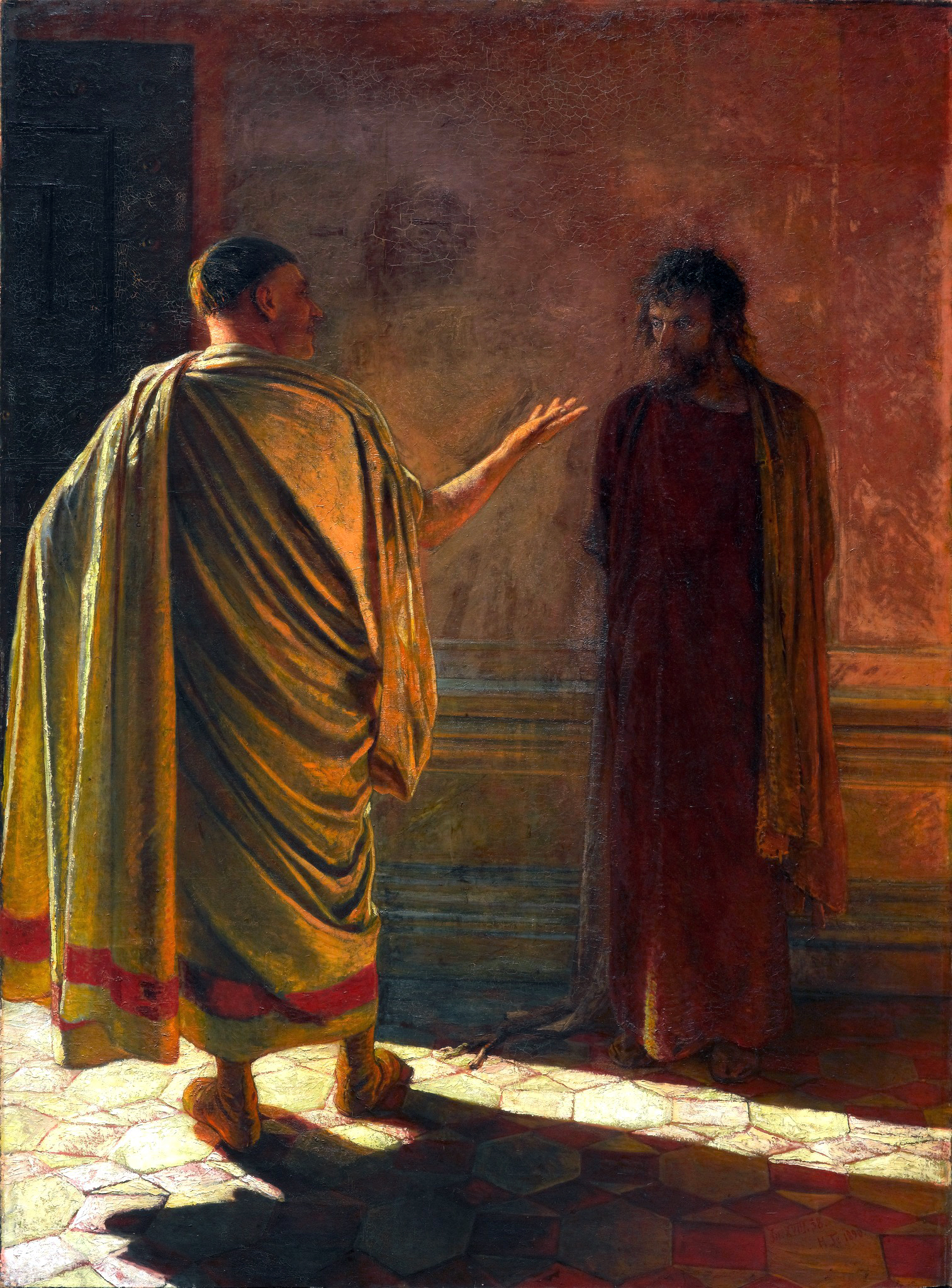
«Что_есть_истина?» 1890

Художник так описав сюжет картини в листі 1889 року: «Що є істина?» — іронічне або просто дурне заперечення Пілата Христу на його відповідь, що він для того народився, щоб свідчити про Істину, і що, хто від Істини, той слухає й розуміє його.
Лев Толстой так трактував сюжет роботи: «…в історичному відношенні вона виражає ту хвилину, коли Ісуса, після безсонної ночі, під час якої його зв'язаного водили з місця на місце й били, привели до Пілата. Пілат — римський губернатор, на кшталт наших сибірських губернаторів, яких ви знаєте, живе тільки інтересами метрополії і, ясна річ, із презирством і деякою огидою ставиться до тих смут, та ще й релігійних, грубого, забобонного народу, яким він керує.
Тут-то відбувається розмова…, у якій добродушний губернатор хоче опуститися… до варварських інтересів своїх підлеглих і, як це притаманно важним людям, склав собі уявлення про те, про що він питає, й сам наперед говорить, навіть не цікавлячись відповідями; із усмішкою поблажливості, я вважаю, все каже: „то ти цар?“. Ісус змучений, і одного погляду на його випещене обличчя достатньо, щоб зрозуміти ту складність для Пілата зрозуміти його вчення. Але Ісус пам'ятає, що й Пілат людина й брат, той, що заблукав, проте брат, і що він не має права не відкривати йому ту істину, яку він відкриває людям, і він починає говорити. Але Пілат зупиняє його на слові істина. Що може обірваний жебрак-юнак розповісти йому, другові й співбесідникові римських поетів і філософів, — сказати про істину?… І, сказавши, „Що є істина?“ і повернувшись на підборах, добродушний губернатор йде до себе. А Ісусу шкода людину й страшно за ту прірву брехні, яка відділяє його й таких людей від істини…»
На відміну від попередньої роботи («Христос і Нікодим»), на картині «Що є істина?» Христос не переконує опонента. Його погляд виражає співчуття й гіркоту.
Картина вказує на вплив вчення Толстого на Ге: у пасивній приреченості Христа відображається ідея «непротивлення злу», надія на зміну людства через любов. Інший бік впливу Толстого на Ге — осуд можновладців, захист народної правди.
Картина отримала категоричні несхвально відгуки від представників влади й церкви, тому за наказом царя її було знято з виставки.
Д. Л. Мордовець вважав картину Ге найвеличнішим явищем не тільки в галузі мистецтва, а й філософії історії.

### «Совість. Юда»

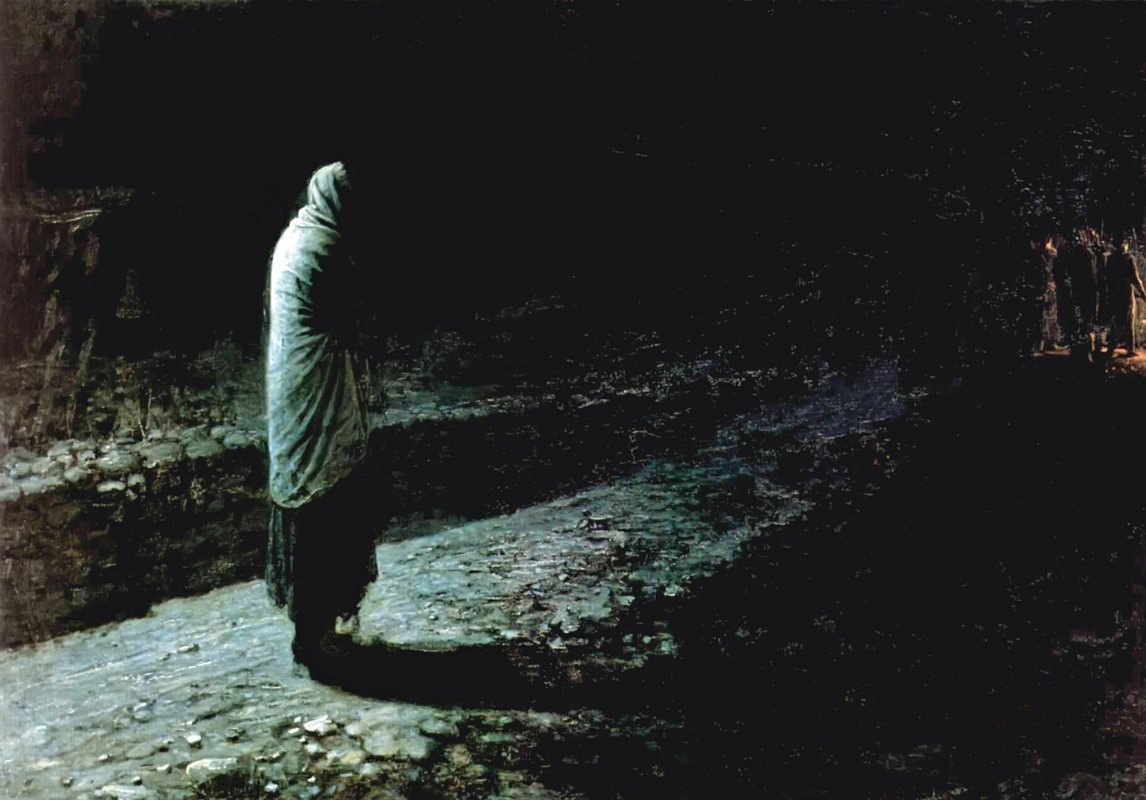
«Совість, Юда», 1891

Над цією картиною Ге працював у 1891 році. Сюжет її полягає в тому, що Юда, який тільки що зрадив Христа, слідує за Вчителем, апостолами й стражниками.
Про картину Микола Миколайович писав: «Натовп йде швидко — Іоанн і Петро — біжать слідом. Юда йде повільно: і побігти не може, і зовсім відстати також не може. Душа його розривається. Він раптом усвідомив усю мерзенність свого вчинку й був наляканий ним. Що робити? Куди йти? Вперед не можна, назад — нікуди… Один вихід такому мерцю — померти; він і помер»
Перед художником була важка задача: подія вже відбулася, й потрібно було висловити ідею лише однією фігурою Юди. Вона у холодному темному просторі здається ще більш самотньою.
Василь Дмитрович Полєнов (російський художник) так висловився про «Совість»: «дуже і дуже слабка річ».
Павло Петрович Чистяков (російський художник і педагог) вважав, що Ге «бруднить святе мистецтво своїми роздумами».

### «Суд синедріону»

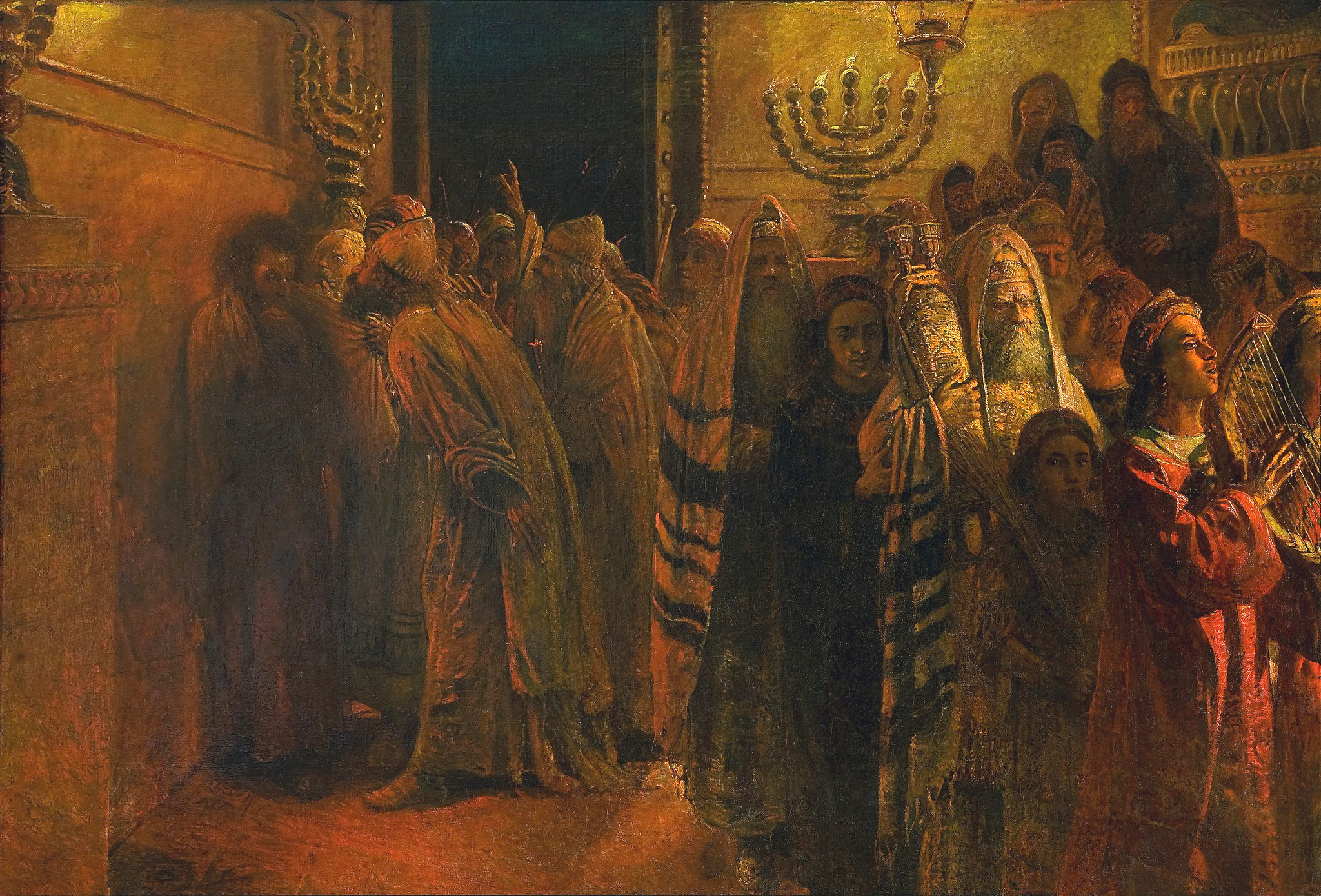
«Суд синедріону», 1892

У 1892 році Ге створив картину «Суд синедріона. Повинен померти».
Тетяна Львівна Сухотіна-Толстая писала: «У картині „Повинен померти“ Ге хотів зобразити Христа, що подумки молиться за своїх ворогів і просить Бога дати йому сил пробачити їх, оскільки вони „не знають, що роблять“… Повз нього проходить синедріон у всій своїй величі. Первосвященики Анна й Каіафа йдуть урочисто… Тільки Никодим, який розуміє те, що відбувається, сидить, заплющивши обличчя руками, у лівому куті картини. Якийсь старий, проходячи повз Христа, піднімає старезний палець догори, чимось погрожуючи йому. Інший плює йому в обличчя. За ними — відчинені двері, крізь які видно темно-синє південне небо.»
Картину було написано до чергової пересувної виставки 1892 року, проте відразу ж її зняли з експонування, після чого Ге у своєму селі дещо переробив фігуру й обличчя Христа.
Після смерті художника в 1894 році син Миколи Миколайовича дві останні роботи батька («Суд синедріону» й «Розп'яття») відправив Л. М. Толстому до Ясної Поляни. Для перевезення картини зняли з підрамників і обернули у газети, які влиплися в фарбу. У 1897 році картину було передано Третьяковській галереї.
Реставрацію картини було завершено в 2008 році. 12 грудня 2008 року «Суд синедріону» зайняла місце серед постійних експонацій Третьяковської галереї.

### «Голгофа», «Розп'яття»

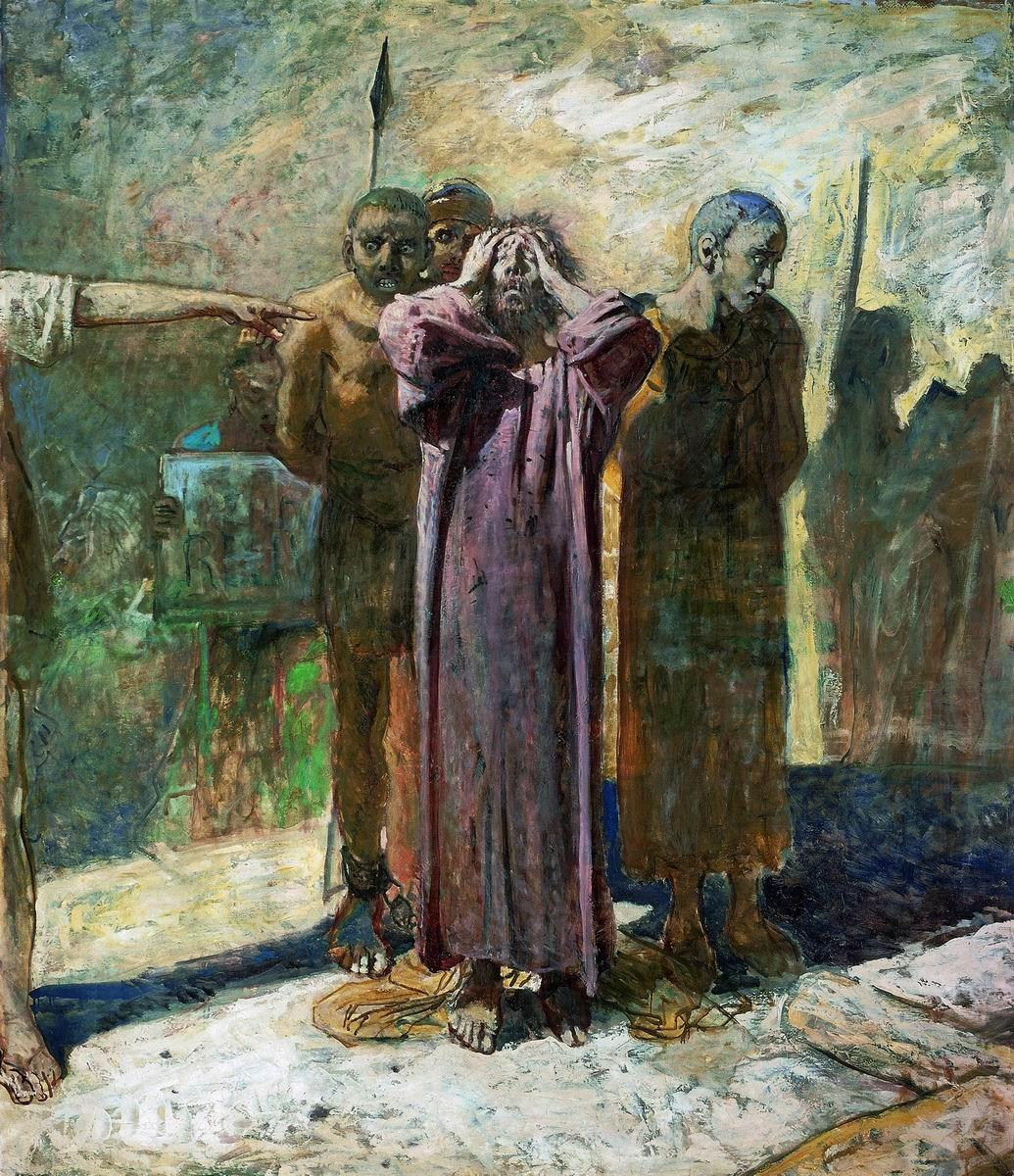
«Голгофа», 1892

Роботи «Христос і Пілат», «Совість. Юда», «Суд синедріона» належать до «страсного» циклу, до якого також відносяться останні роботи художника: «Голгофа» (1892) і «Розп'яття» (1892 і 1894).
У 1891 році Ге задумав створити цикл картин про події останнього дня земного життя Христа. На роботі «Голгофа» він хотів зобразити неповторний жах того, що відбувається. Трагічність і монументальність досягають лаконічності.
Микола Миколайович продовжив традицію неканонічного розуміння євангельського сюжету: ми не бачимо хреста на картині — на нього лише вказує рука легіонера. З обох боків від Христа стоять розбійники: один — той, що насміхатиметься над Ісусом після розп'яття, другий — той, що повірить Його словам. Першого з них зображено з дикими очима, чорним обличчям, інший відвернув голову від страждань Христа.
Фігуру Христа виліплено з дивовижною енергійною пластичністю. Вона передає крайню емоційність події. Христос заламує руки. Художник сміливо зіставляє кольори: синій, фіолетовий із жовтим, золотистий із зеленим.
У пошуках страшної правди помирає романтична поезія і краса. Ге шукає тепер максимальної реалістичної виразності, майже натуралістичної достовірності.
В останні роки життя Ге працював над сюжетом розп'яття Христа. У 1892 році він писав: «Я пишу Розп'яття так. Три хрести, один розбійник непритомний, це той, який сварився; потім Христос на останній хвилині життя, що помирає, і третя фігура — розбійник, який пожалів Христа, він зробив велике зусилля, щоб побачити Христа і, бачачи його страждання, забув своє й плаче, дивлячись на Христа, який помирає — бачите, як просто»
Микола Миколайович Ге хотів довести картиною перемогу любові, тому зобразив Ісуса, що виконав свій борг самопожертви, і розбійника, що розкаявся.
Тіло Христа спотворено муками. Голова закинута на останньому подиху. Очі згасли. Розбійник із нелюдським криком звертається до Христа. Його тіло набрякло через тугі мотузки.
Ге писав: «Я шокую їх усі мізки стражданням Христа. Я змушу їх ридати, а не розчулюватися. Повернувшись із виставки, вони надовго забудуть про власні свої інтереси».

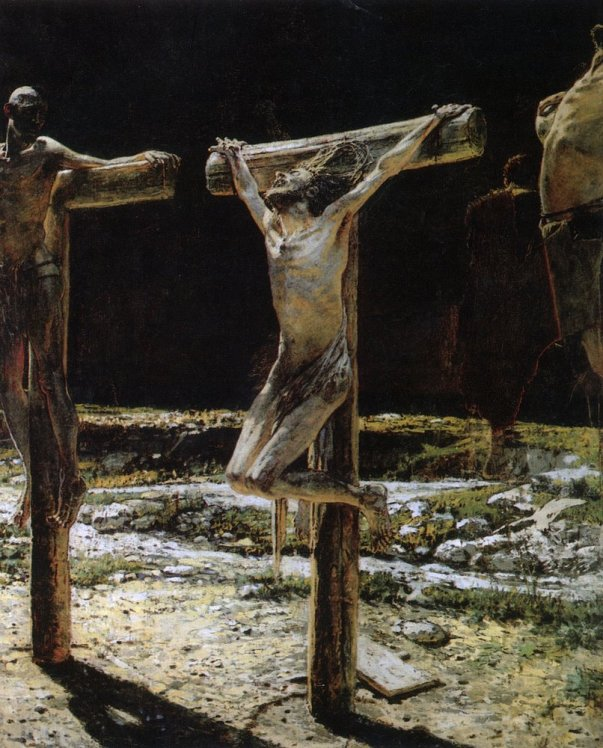
«Розп'яття», 1892

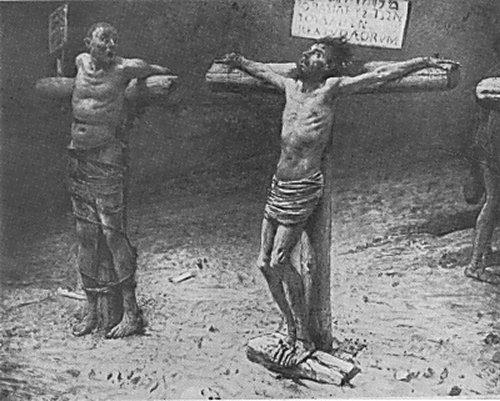
«Розп'яття», 1894

Л. М. Толстой писав про цю картину: «Вперше всі побачать, що розп'яття — страта, і жахлива страта».
Концепція «Розп'яття» 1894 року дещо інша. На створення цієї роботи його надихнула картина Шведа, на якій Христос і розбійники стоять на землі. Це вразило Ге, і цій ідеї він знайшов підтвердження в словнику древності Річча й у труді Ренана.
Ге ніколи не залишався байдужим до долі батьківщини. Час правління «царя-миротворця» Олександра ІІІ був переповнений стратами, проте все це було таємним. Зробити це таємне відкритим Микола Миколайович хотів у своїх останніх роботах.
Президент Академії мистецтв великий князь Володимир був обурений картиною й казав: «це — бійня». Відповідно, полотно не було допущено до виставки.
Натомість Л. Толстой вважав заборону картини й слова князя тріумфом Ге: нарешті йому вдалося показати істинні події, що відбувалися на Голгофі, а не те, як їх трактує «домашнє, кишенькове» християнство
Цензура забороняла зберігати «Розп'яття» Ге в Росії, тому в 1892—1894 роках син художника вивіз їх із країни. Наразі невідоме знаходження картин. «Розп'яття» 1894 року відоме лише за чорно-білою фотографією.

## Вшанування пам'яті в Україні
27 лютого 2021 року, в день 190-річчя від дня народження художника, у Плисках біля Ніжина, відкрили пам'ятний камінь-валун з гранітною плитою, присвячений пам'яті видатного митця.

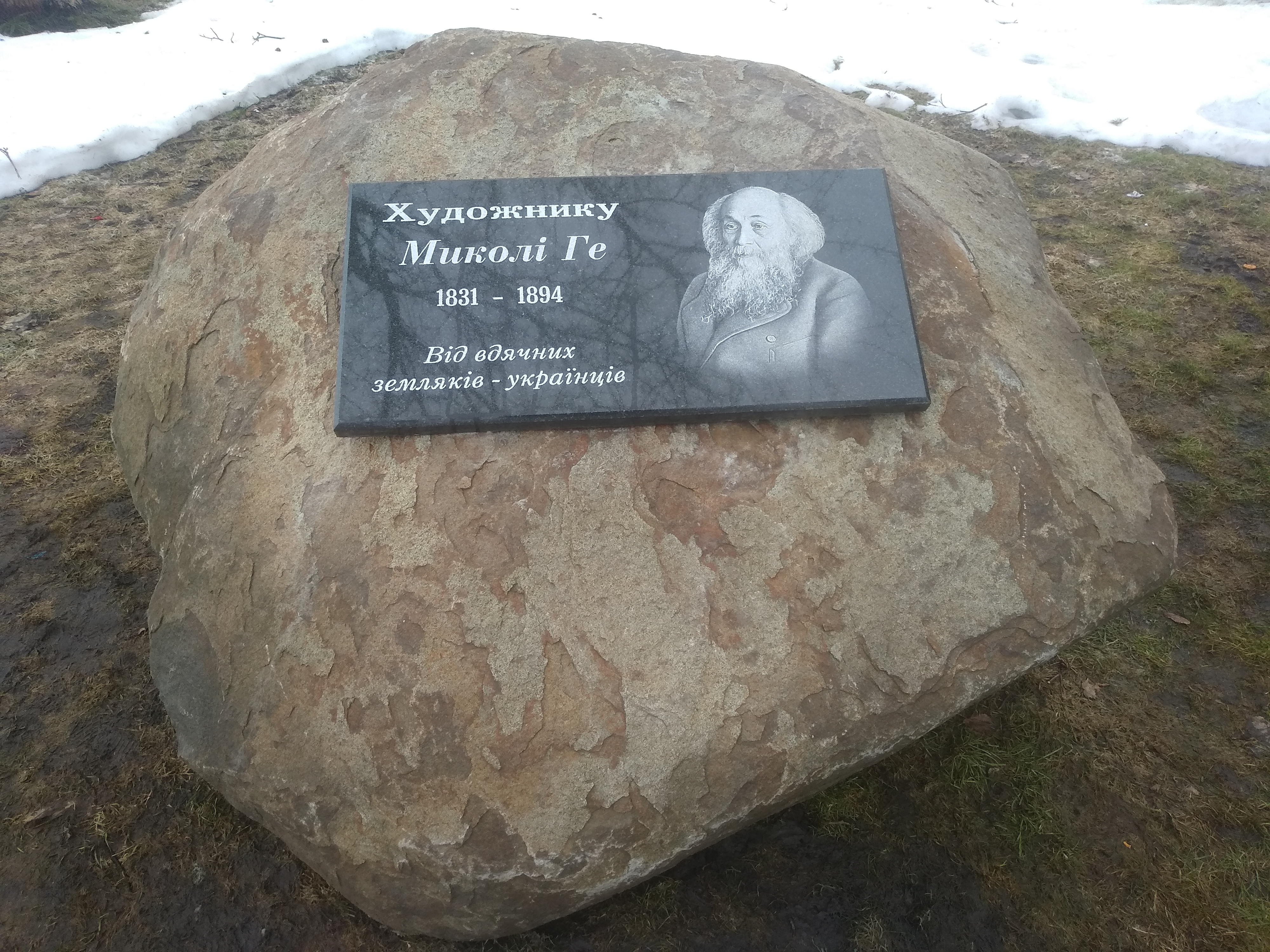
Пам'ятний камінь Миколі Ге

Організаційний комітет вшанування:
- Коваленко Сергій Станіславович
- Криворучко Ігор Олегович
- Матюнін Ігор Анатолійович
- Плавун Валентина Олександрівна
- Попович Владислав Миколайович
- Соченко Марина Петрівна